# Drezno
Drezno (niem. Dresden, górnołuż. Drježdźany, cz. Drážďany, dawniej Drezdno) – miasto we wschodnich Niemczech, na Pogórzu Zachodniosudeckim, położone nad Łabą, stolica kraju związkowego Saksonia. Aglomeracja drezdeńska liczy ok. 1,036 mln mieszkańców (2004).
Analiza śladów archeologicznych wskazuje na to, że zasiedlenie obszaru, na którym powstało miasto, nastąpiło już w epoce kamienia. W dokumentach zachowanych z 1206 nadmieniono po raz pierwszy istnienie Drezna, które następnie awansowało do rangi miasta-rezydencji Elektorów Rzeszy, króla Polski, a następnie króla Saksonii.
Drezno pełni rolę gospodarczego i kulturalnego centrum Saksonii. Stanowi duży węzeł komunikacyjny (lotnisko międzynarodowe), z ośrodkami przemysłu maszynowego, produkcji klisz fotograficznych, przemysłu chemicznego i farmaceutycznego. Miasto jest ośrodkiem turystycznym, zwanym „miastem baroku” lub „Florencją Północy”, znajduje się tu wiele zabytków i muzeów, słynna jest Galeria Obrazów (Gemäldegalerie Alte Meister). Znajduje się tu również fabryka samochodów Volkswagen. Drezno jest obok Lipska centralnym miastem obszaru metropolitalnego centralnych Niemiec, w skład którego wchodzi też dziesięć innych miast z krajów związkowych Saksonii, Saksonii-Anhalt i Turyngii.

## Nazwa
Nazwa miejscowości wywodzi się od osady założonej w tym miejscu przez Słowian połabskich o nazwie Drezdno – stąd używa się odmiany w formie przymiotnikowej „drezdeński”. Według językoznawców bezpośrednio pochodzi ona od słowiańskiego słowa „drezga” (pol. „drzazga”). „Drežd’ane” oznacza osadę ludzi mieszkających w lesie bądź „leśnych ludzi”. Niemiecka nazwa Dresden jest zgermanizowaną górnołużycką nazwą miejscowości Drježdźany (pol. Drężdżany). Podaje się również inne znaczenie, wywodząc nazwę od starołużyckiego Drežďany, oznaczającego „mieszkańców mokradeł”.

## Klimat
| Miesiąc                          | Sty  | Lut  | Mar   | Kwi   | Maj   | Cze   | Lip   | Sie   | Wrz   | Paź   | Lis  | Gru  | Roczna |
| -------------------------------- | ---- | ---- | ----- | ----- | ----- | ----- | ----- | ----- | ----- | ----- | ---- | ---- | ------ |
| Średnie temperatury w dzień [°C] | 2.7  | 3.9  | 8.3   | 13.7  | 18.9  | 21.5  | 24.2  | 23.8  | 18.9  | 13.6  | 7.2  | 3.5  | 13,3   |
| Średnie dobowe temperatury [°C]  | 0.1  | 0.9  | 4.5   | 9.0   | 14.0  | 16.7  | 19.0  | 18.6  | 14.3  | 9.8   | 4.5  | 1.1  | 9,4    |
| Średnie temperatury w nocy [°C]  | -2.4 | -1.9 | 1.2   | 4.4   | 8.9   | 11.9  | 14.0  | 13.9  | 10.4  | 6.5   | 2.1  | -1.2 | 5,7    |
| Opady [mm]                       | 46.5 | 34.6 | 43.2  | 41.2  | 64.8  | 64.6  | 87.4  | 83.0  | 50.2  | 42.5  | 53.9 | 52.1 | 664,0  |
| Średnie usłonecznienie [h]       | 62.1 | 77.8 | 118.2 | 170.7 | 218.7 | 202.3 | 222.6 | 212.9 | 152.0 | 122.4 | 64.5 | 55.1 | 1679   |
| Źródło: DWD                      |      |      |       |       |       |       |       |       |       |       |      |      |        |

## Historia

### Średniowiecze

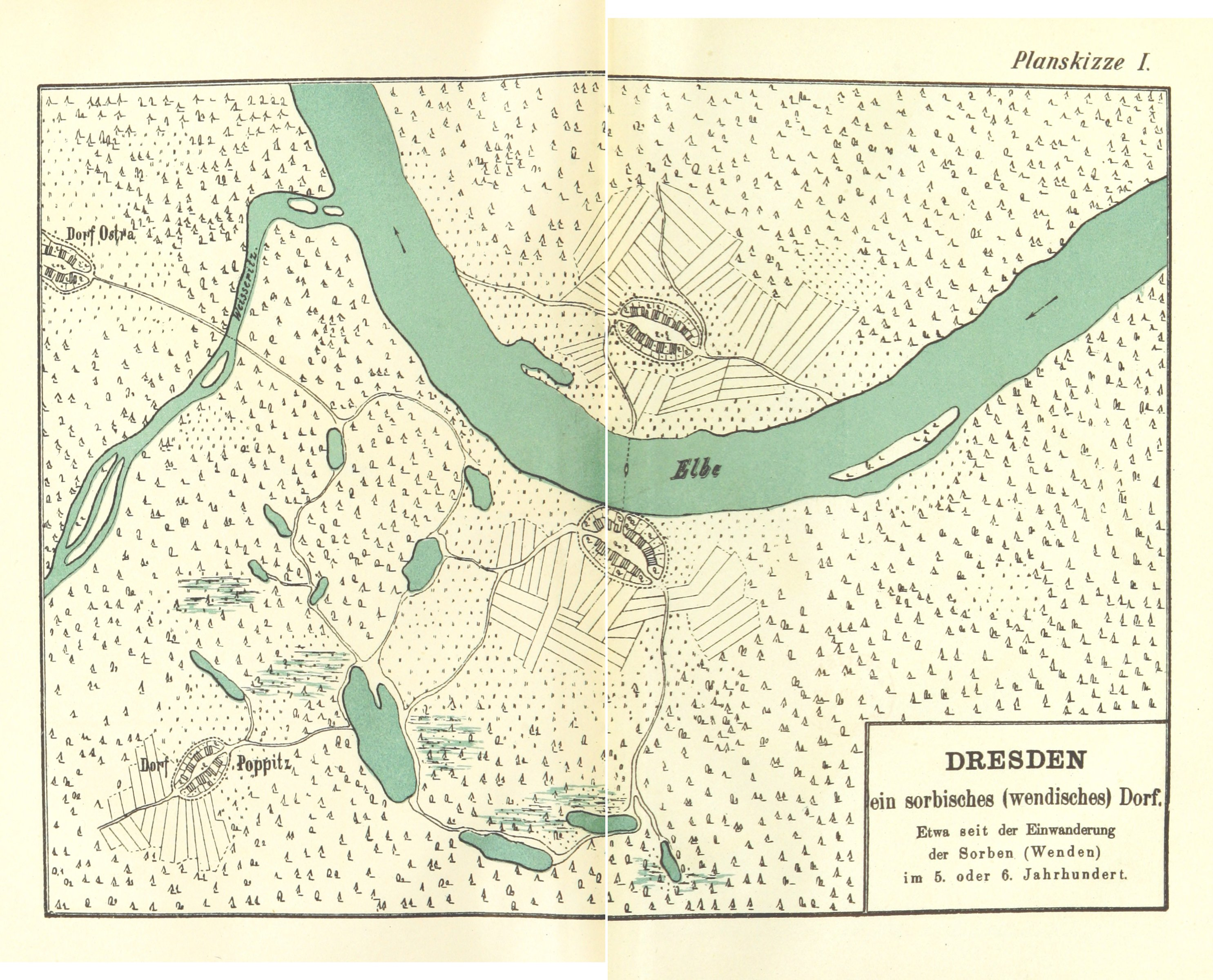
Plan serbołużyckiej osady w V/VI w.

Już we wczesnej epoce kamienia powstały w okolicach dzisiejszego Drezna pierwsze osady. Wybudowany w V w. p.n.e. rondel Drezno-Nickern jest przykładem pierwszych monumentalnych budowli na tym obszarze.
We wczesnym średniowieczu powstał bród prowadzący przez Łabę na wysokości dzisiejszego Starego Miasta. Jednak słowiańska osada, mimo korzystnego położenia nad Łabą i żyznych ziem, nie mogła się rozwijać z powodu otaczającego ją gęstego lasu. Osiedle należało w tym czasie do Marchii Miśnieńskiej, która w przybliżeniu obejmowała w latach 986–1423 obszar dzisiejszej Saksonii (bez Milska). W 1002 obszar dzisiejszego Drezna wraz z Miśnią był we władaniu Bolesława Chrobrego.
Pierwsza udokumentowana wzmianka o Dreźnie znalazła się w piśmie „Acta sunt hec Dresdene” z 1206 roku. Użyte w dokumencie określenie „Dresdene” pochodzi przypuszczalnie od starołużyckiego słowa Drežďany (mieszkańcy bagien), którym wcześniej nazywano mieszkańców słowiańskiej, rybacko-rolniczej osady, ulokowanej na prawym brzegu Łaby, w najszerszym miejscu kotliny drezdeńskiej. Na lewym brzegu powstał z kolei gród, strzegący brodu na Łabie, którym przekraczał rzekę ruchliwy trakt handlowy, biegnący przedgórzami Rudaw na Śląsk. W dokumencie „Acta sunt hec in civitate nostra Dresdene” z 21 stycznia 1216 określa się już Drezno jako miasto. Po śmierci margrabiego Henryka III Dostojnego w 1288 roku Drezno przeszło we władanie Czech, a następnie w 1316 Marchii Brandenburskiej, by powrócić w granice Marchii Miśnieńskiej w 1319 roku. Do dzisiaj nie odnaleziono dokumentu przyznania praw miejskich, jednak od 1350 roku nazywa się już samodzielną osadę na prawym brzegu Łaby Starym Dreznem – „Antiqua Dressin”, a w 1403 roku landgraf Wilhelm I uznał tę osadę oficjalnie za miasto.
Przez długi okres od XII do XV w. o rozwoju miasta decydowała jego funkcja komunikacyjno-handlowa. Jednak prawie równie ważnym był rozwój rzemiosła. Sąsiednie Rudawy były od czasów wczesnohistorycznych jednym z głównych europejskich centrów wydobycia rud miedzi i żelaza. Od późnego średniowiecza kopano w nich srebro, cynę, ołów i inne metale. Księgi miejskie z 1378 r. wykazywały istnienie 12 młynów, które nie tylko mełły zboże na mąkę, ale napędzały urządzenia służące do obróbki metali, wyrobu papieru, szlifowania drogich kamieni, a później – także wyrobu prochu. Wszystkie te młyny funkcjonowały na rzece Weißeritz, płynącej ku miastu i Łabie od południowego zachodu, wartkiej i zasobnej w wodę.

### Drezno miastem elektorskim

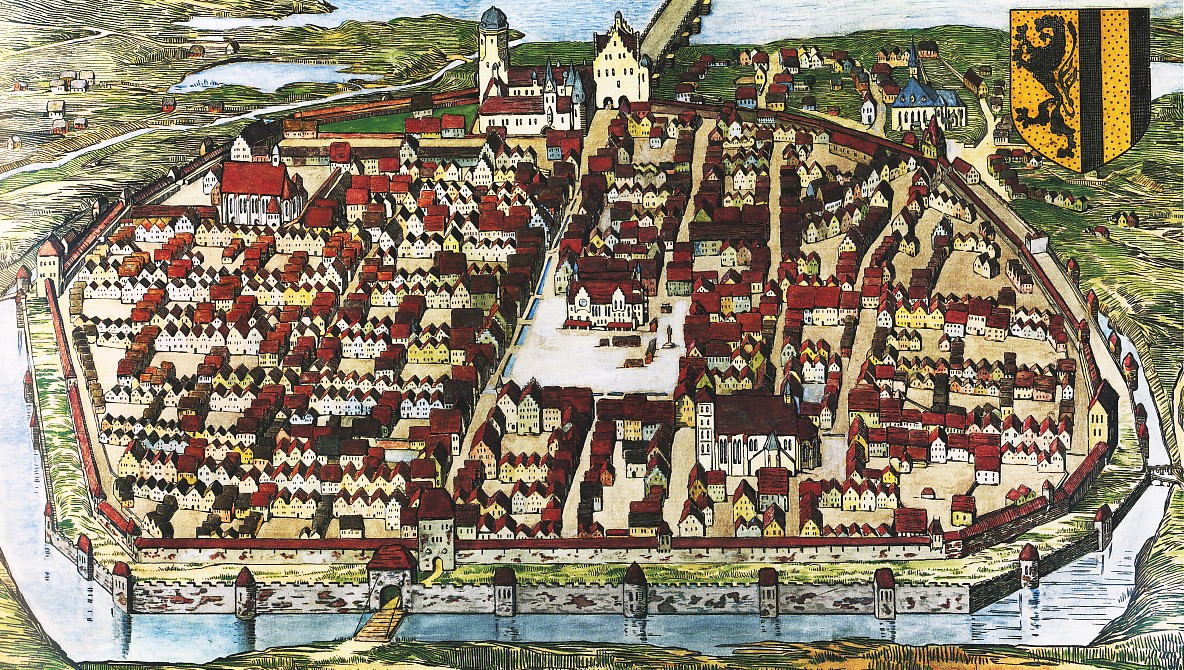
Drezno w XVI wieku

Podczas wprowadzania w XV w. prawa składu Drezno było jeszcze mało znaczącym miastem, ale już pod koniec wieku miasto awansowało do rangi stolicy Elektoratu Saksonii. W XV w. rozpoczęła się recesja w górnictwie w Rudawach, spowodowana konkurencją miedzi i srebra z Górnych Węgier, a następnie napływem zamorskiego srebra i cyny. Choć w Dreźnie straciły na znaczeniu funkcje produkcyjno-handlowe, wkrótce przybyła nowa – rezydencjalna, a miasto zaczęło rozwijać się dzięki jej obsłudze. Rozwinęły działalność cechy murarzy, cieśli, stolarzy, malarzy czy pozłotników. Liczne warsztaty zaczęły pracować na potrzeby dworu, specjalizując się w rozmaitych dobrach luksusowych, wyrobach precyzyjnych, jubilerstwie itp. W tym czasie wzniesiono też ważne placówki kulturalne, które aż do czasów dzisiejszych nadają miastu szczególną wartość. W 1548 roku decyzją elektora Maurycego powstała kapela dworska, będąca współcześnie jedną z najstarszych orkiestr świata. 29 marca 1549, pod panowaniem elektora Maurycego, ogłoszono połączenie części leżących z prawej i lewej strony Łaby w jedno miasto. W 1560 książę August w drezdeńskim zamku utworzył Gabinet Osobliwości, zapoczątkowując historię drezdeńskiego muzealnictwa.
Miasto nie zostało zniszczone czy splądrowane podczas wojny trzydziestoletniej, ale ucierpiało przez epidemię dżumy, głód oraz ogólną stagnację gospodarczą.
W 1685 Stare Drezno zostało doszczętnie spalone. Po tym incydencie odbudowywano je przez kilka dekad i dopiero w 1732 zakończono prace przedstawiając je jako „nowe królewskie miasto”. Dlatego właśnie część Drezna nazywana jest teraz „Neustadt” – nowe miasto.

### Drezno królewsko-polskim miastem rezydencjonalnym

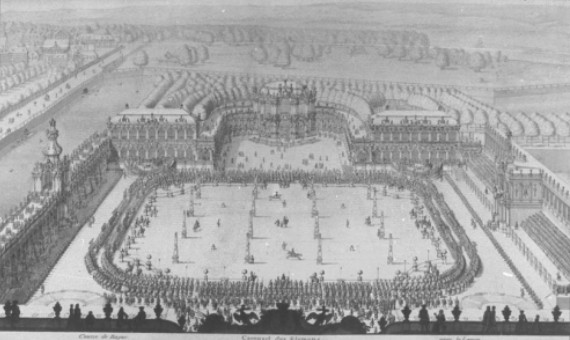
Uroczystości weselne królewicza Augusta III i Marii Józefy w Zwingerze w 1719 r.

W 1697 królem Polski został August II Mocny. Drezno stało się królewsko-polskim miastem rezydencjonalnym oraz jednym z dwóch (obok Warszawy) miast rezydencjonalnych Jego Królewskiej Mości. Za panowania Augusta II Mocnego miastu nadano znaczenie kulturowe utrzymujące się do dzisiaj. W 1705 przy zamku pojawiło się pierwsze stałe oświetlenie uliczne w mieście, pozostała część Starego Drezna została oświetlona w 1728 roku. W 1708 w budynku wielkiego teatru dworskiego otworzono pierwszą od czasów reformacji kaplicę katolicką w Dreźnie. W 1709 nakazem króla powstała katolicka Szkoła Łacińska, dziś znana jako Gimnazjum św. Benona (St. Benno-Gymnasium). W latach 1711–1728 zbudowano nową rezydencję królewską Zwinger. O roli Zwingeru przypominają liczne kartusze z herbem Polski, zdobiące poszczególne pawilony, oraz korona królewska z czterema polskimi orłami, wieńczące Bramę Koronną. W 1717 król założył Muzeum Porcelany. W latach 1718–1719 wybudowano nowy gmach teatru. We wrześniu 1719 w Dreźnie odbyły się huczne uroczystości weselne po ślubie królewicza polskiego Fryderyka Augusta z Marią Józefą, cieszące się opinią jednej z najwspanialszych barokowych imprez Europy. Drezno zostało połączone traktami pocztowymi z Warszawą, Wrocławiem, Poznaniem i Toruniem. Na mocy dekretu króla Augusta II (który był z wyznania katolikiem) z 1720 roku założono cmentarz katolicki na potrzeby dworu, a następnie wszystkich drezdeńskich katolików, wśród których w XVIII i XIX wieku było wielu Polaków. Do 1870 roku na cmentarzu spoczęło około 150 znanych Polaków. Także w 1720 decyzją króla utworzono nowe zbiory muzealne Drezna: Zielone Sklepienie, Zbiory Rzeźb, Gabinet Miedziorytów. W latach 1726–1743 decyzją rady miejskiej został wzniesiony na potrzeby luteran, którzy stanowili większość mieszkańców Drezna, barokowy Kościół Marii Panny. W tym czasie król August II, z powodu braku świątyni katolickiej z prawdziwego zdarzenia i dla wprowadzenia równowagi pomiędzy protestantami a katolikami, zarządził budowę Kościoła Dworskiego. Kościół został zbudowany za panowania Augusta III Sasa (także katolika) w latach 1739–1751. Spoczywają w nim ostatnia królowa Polski Maria Józefa i król August III oraz polscy królewicze i królewny. Złożone zostało tu także serce króla Augusta II, spoczywającego na Wawelu.

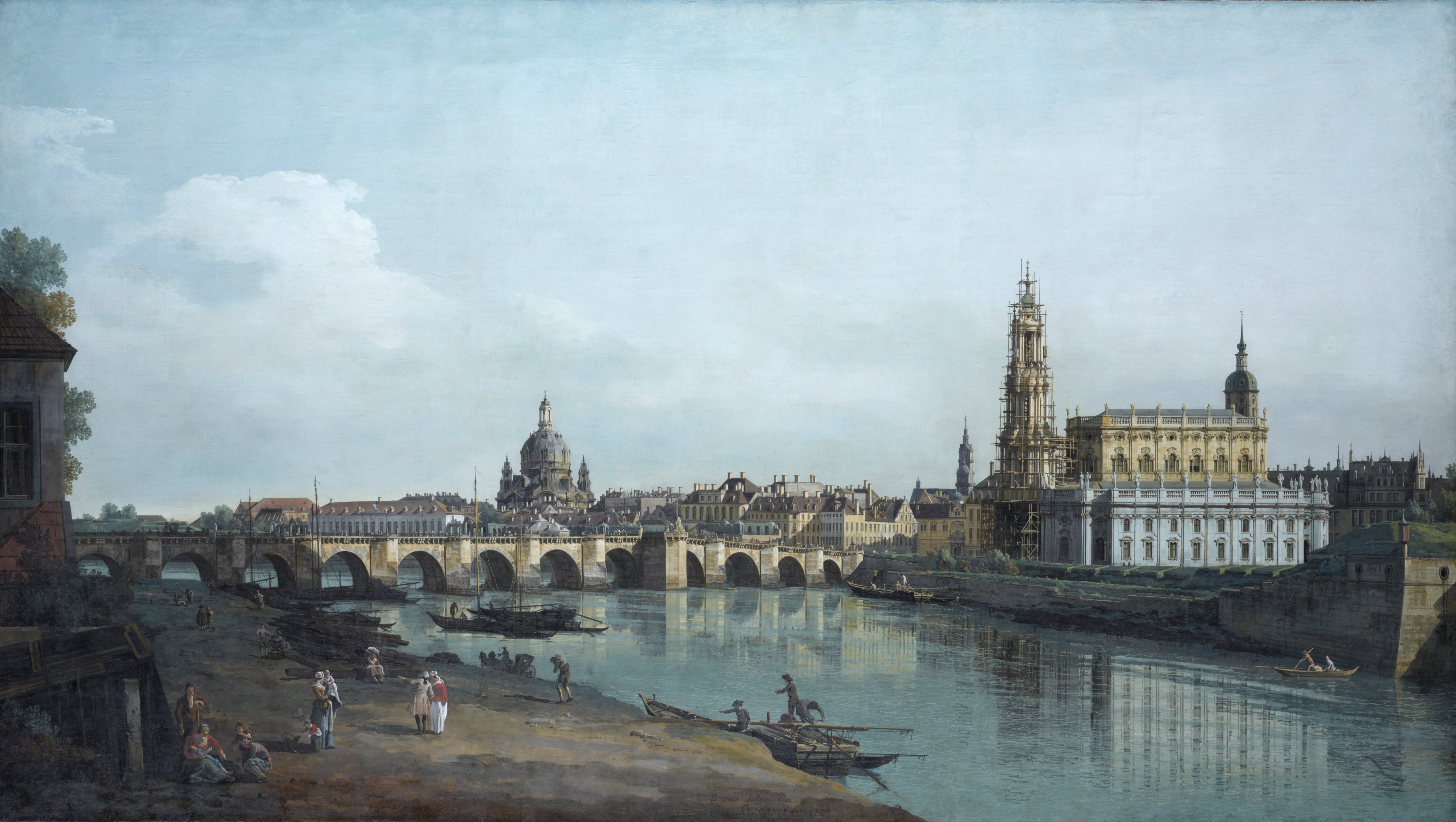
Drezno w 1748 (Bernardo Bellotto)

Spośród innych słynnych budowli Drezna za panowania królów Augusta II i Augusta III wzniesiono m.in. pałace Japoński, Taschenberg, Cosela, Kurlandzki, Brühla-Marcoliniego oraz niezachowane już pałace Brühla, Moszyńskiej i księcia Maksymiliana. Powstały także pałace w ówczesnych poddrezdeńskich miejscowościach Übigau i Pillnitz.
Na mocy decyzji króla Augusta II z 1729 r. założono w Dreźnie Kompanię Grandmuszkieterów, będącą pierwszą polską szkołą oficerską. Jej komendantem został Aleksander Jakub Lubomirski. W 1730 została przeniesiona do Warszawy.
W 1736 roku w Dreźnie odbyły się imprezy z okazji przyjazdu króla Augusta III po sejmie pacyfikacyjnym. W listopadzie 1736 roku, w przeszło trzy lata po śmierci króla Augusta II, na Rynku Nowomiejskim został odsłonięty jego pomnik – tzw. Złoty Jeździec. W 1747 otwarto Galerię Drezdeńską, a w 1748 decyzją Augusta III powstała pierwsza szkoła medyczna w Dreźnie.

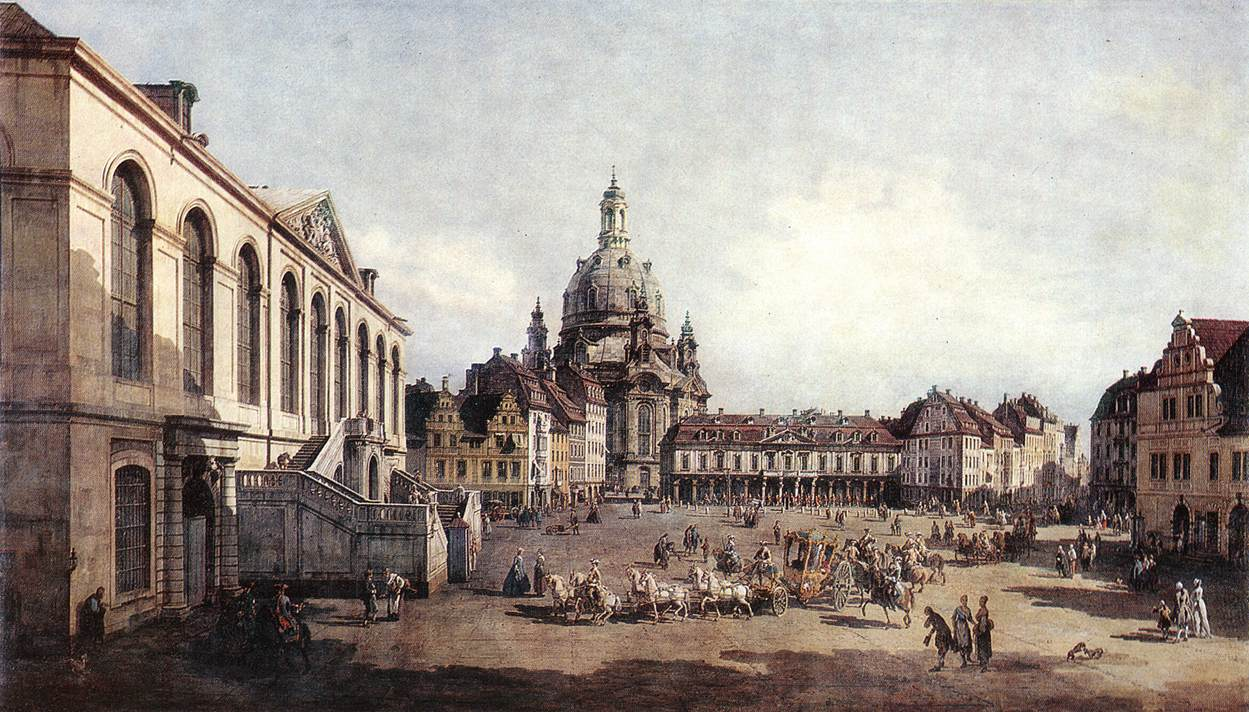
Drezno ok. 1750 (Bernardo Bellotto)

W latach 1697–1756 drezdeńska kapela dworska występowała jako Elektorsko-Saska i Królewsko-Polska Kapela (Kurfürstlich-Sächsische und Königlich-Polnische Kapelle). Mennica w Dreźnie biła polską srebrną monetę.
25 grudnia 1745 w Dreźnie podpisano traktat pokojowy kończący II wojnę śląską.
W grudniu 1745 Drezno zostało pierwszy raz w historii podbite przez Prusy podczas wojny sukcesyjnej. Po odnowieniu zniszczonego miasta zostało ono ponownie zajęte przez Prusy w czasie wojny siedmioletniej w 1756 r. Podczas zbliżania się wojsk austriackich wydano nakaz częściowego spalenia miasta. W 1760 doszło do kolejnego pruskiego oblężenia miasta i ostrzelania śródmieścia, a co za tym idzie jego zrujnowania.

Herb Rzeczypospolitej na zabytkach Drezna (przykłady):
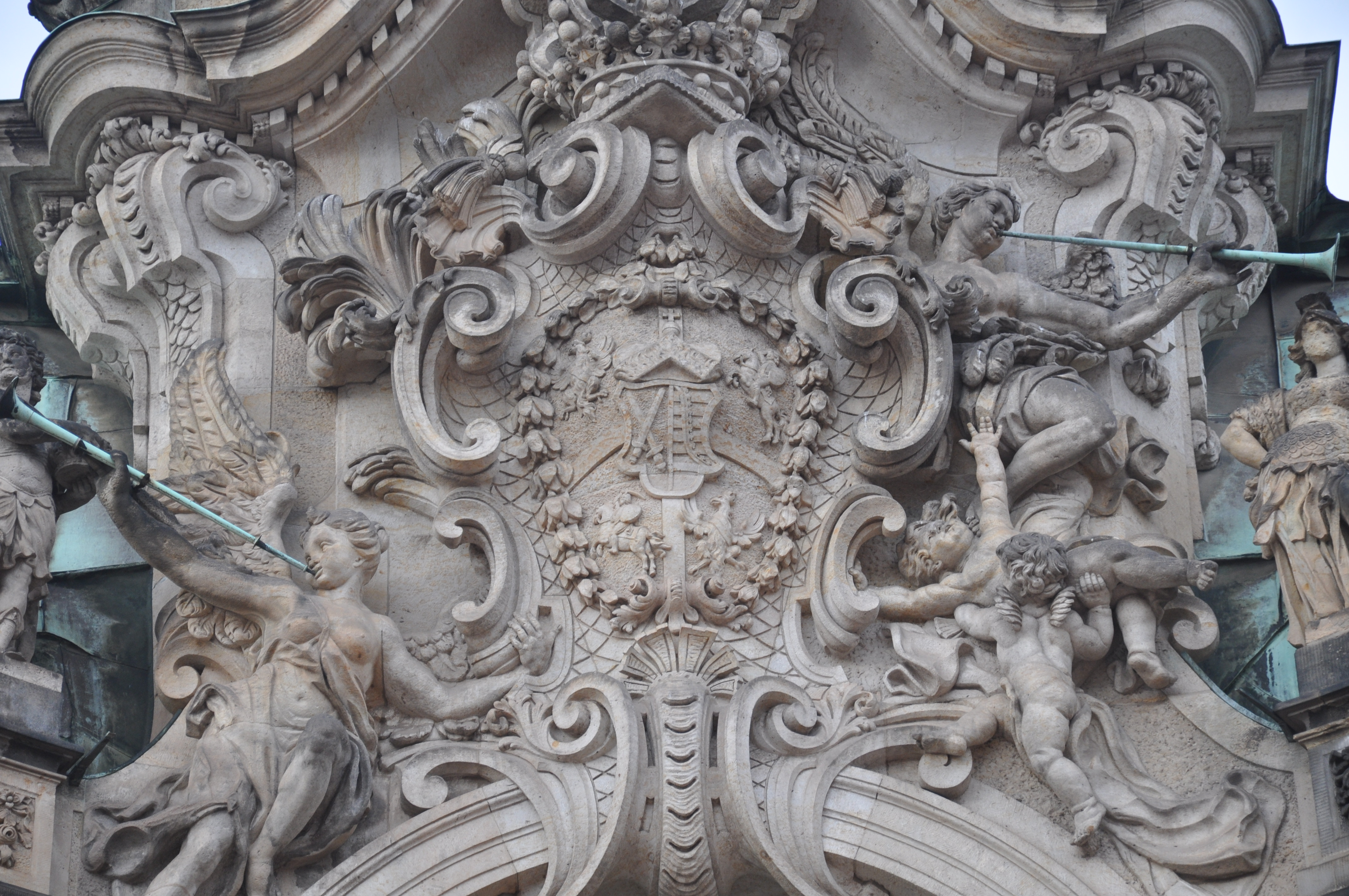
Pawilon Wałowy Zwingeru
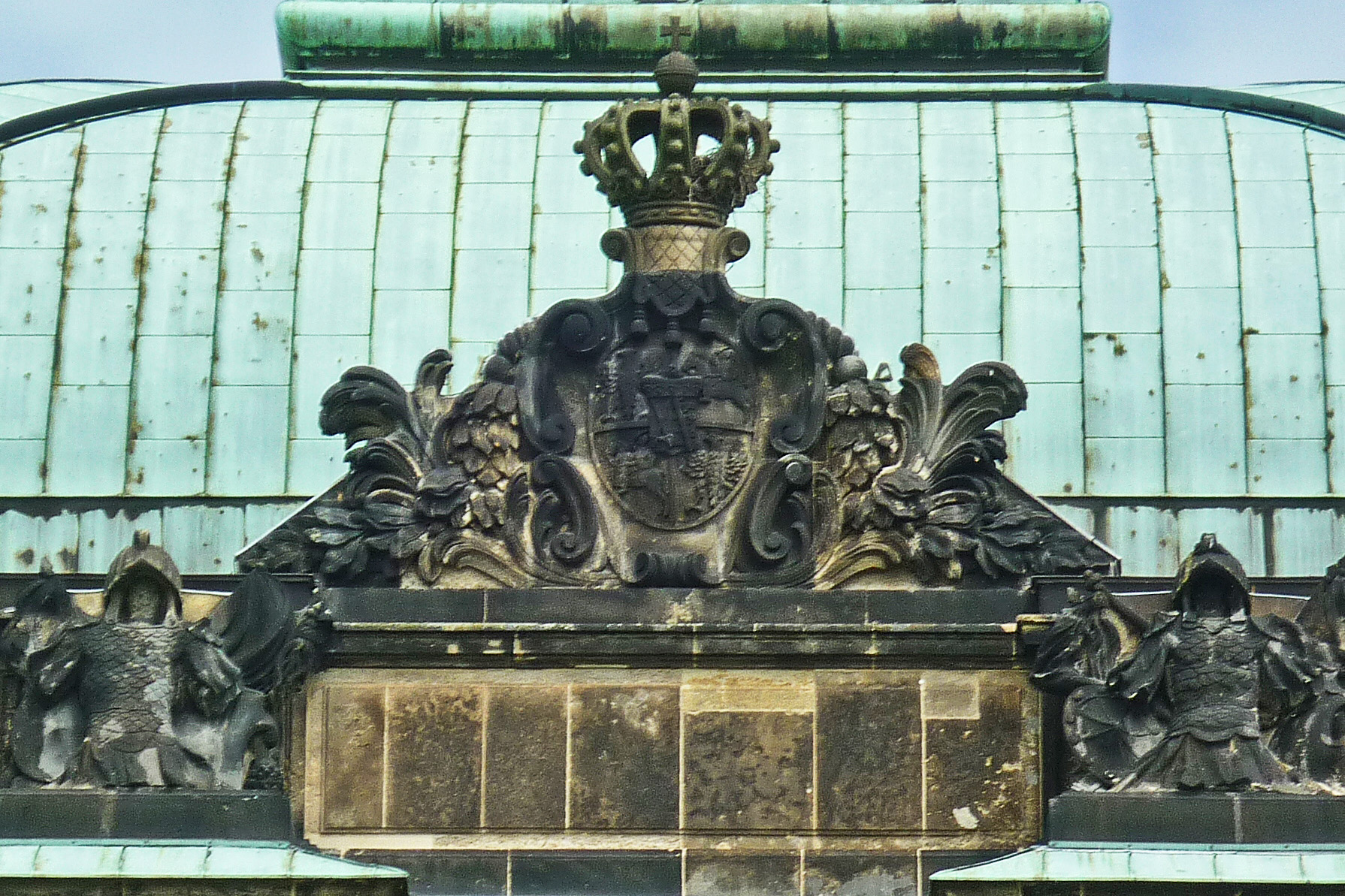
Pałac Japoński
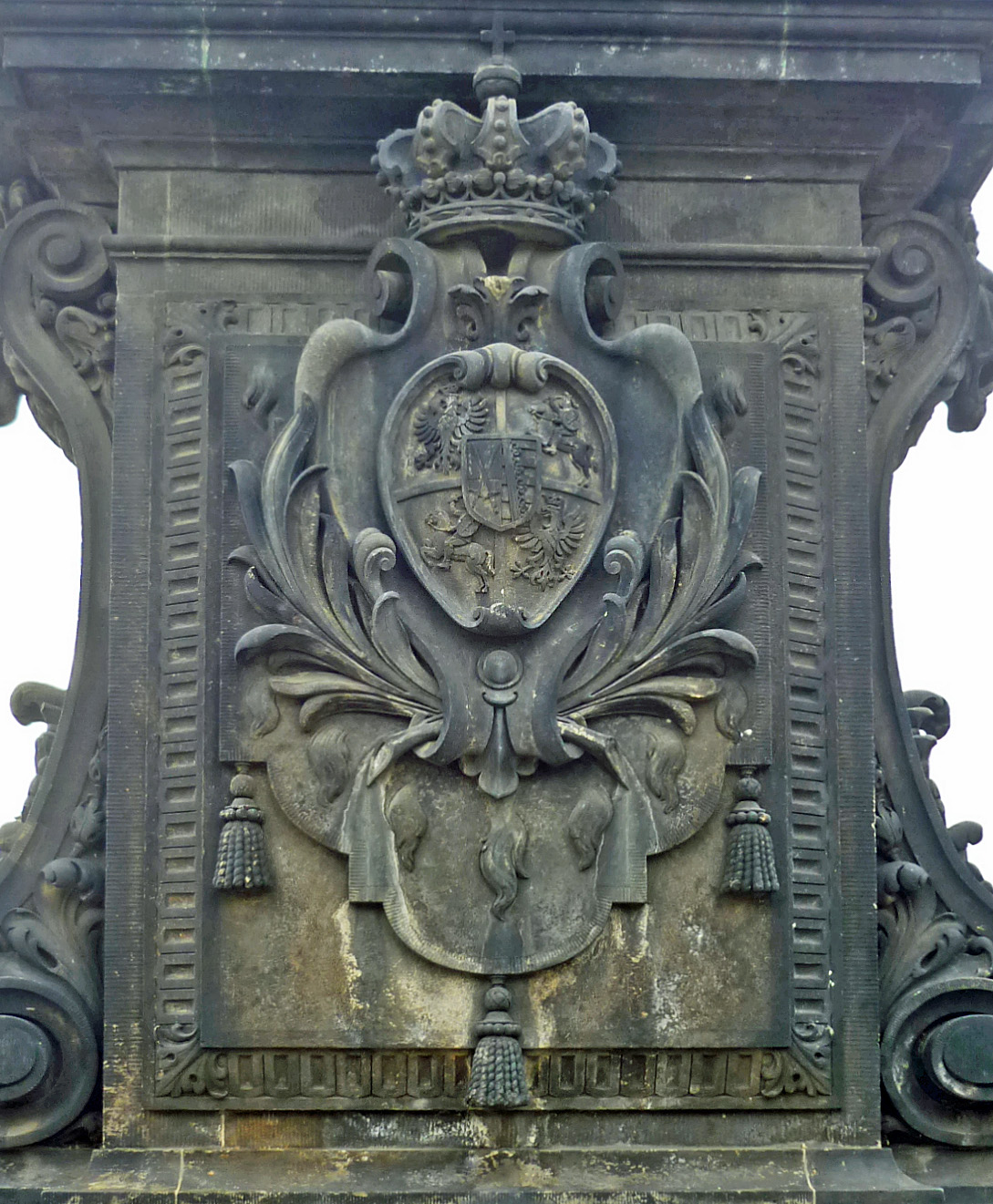
Pomnik króla Augusta II
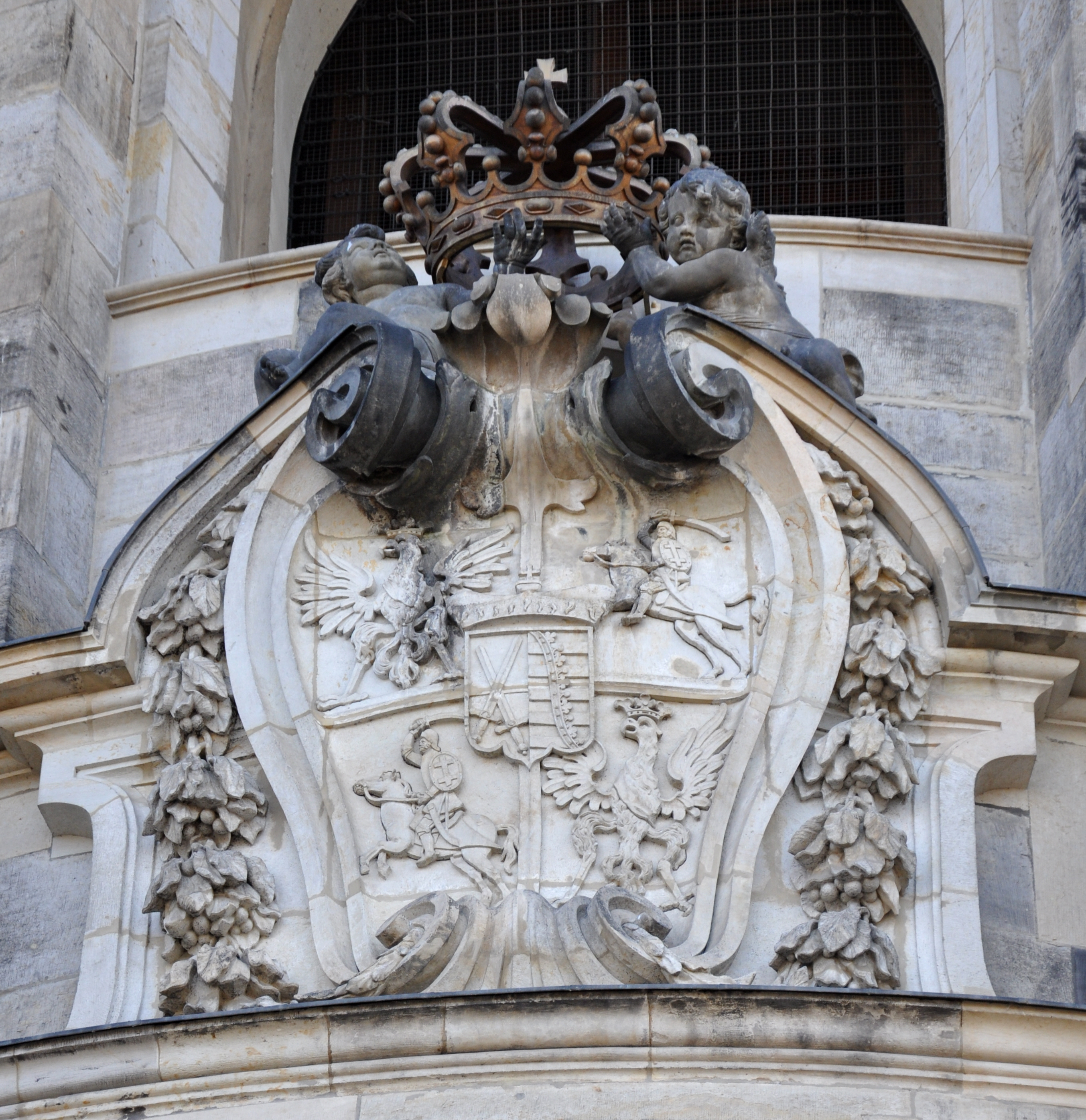
Kościół Dworski
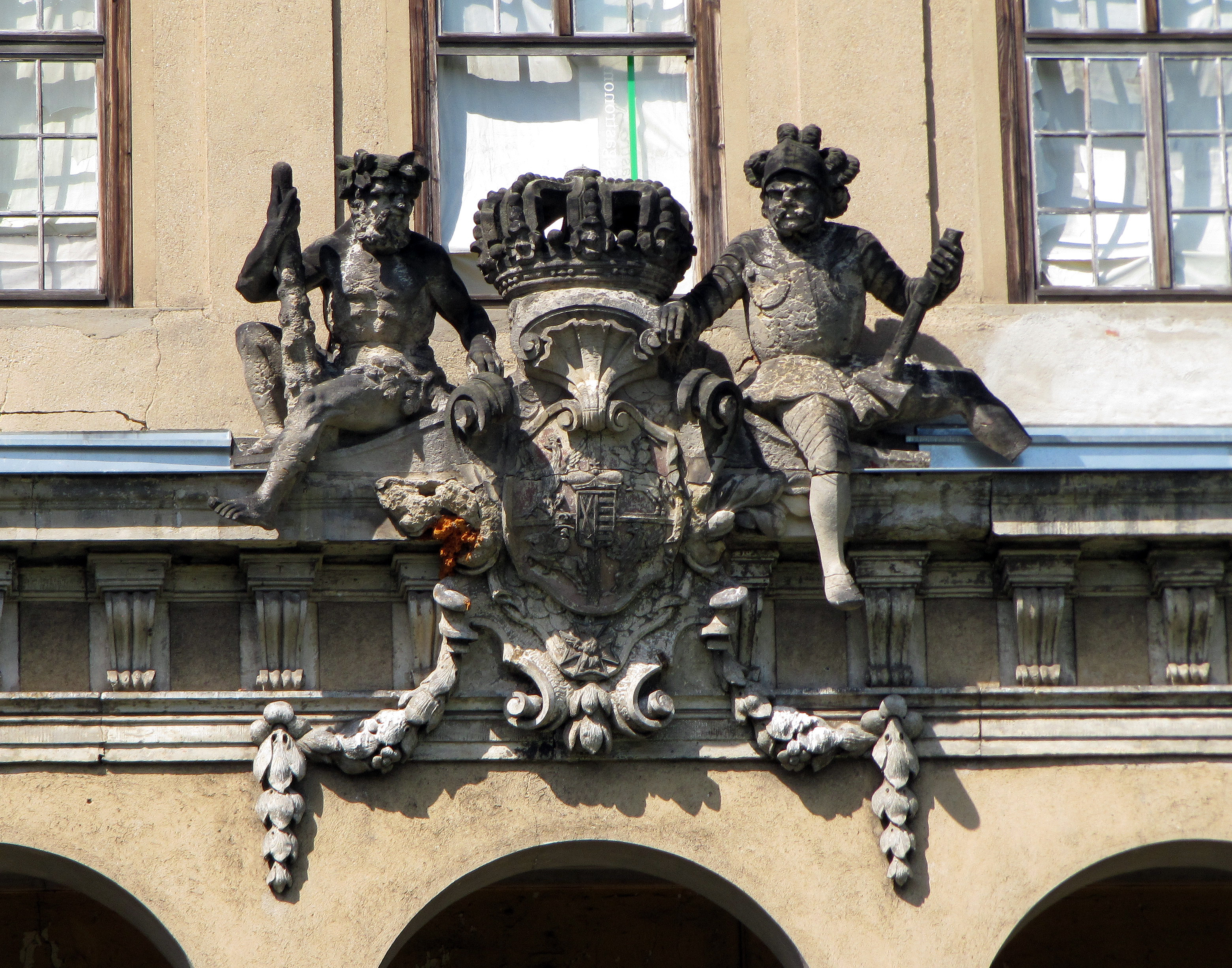
Pałac w Übigau

### Ostatnie lata elektoratu, czasy napoleońskie i Królestwo Saksonii

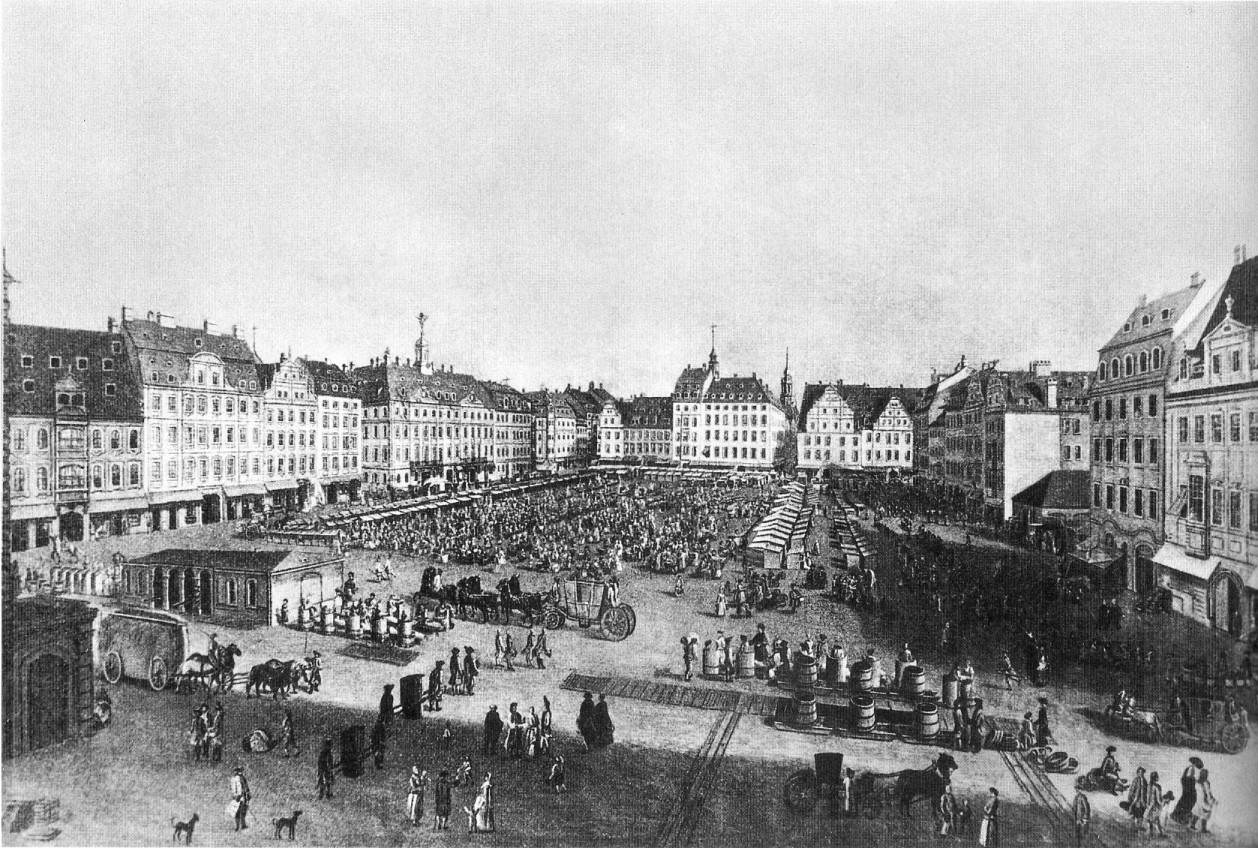
Rynek ok. 1770 roku

W 1764 otwarto drezdeńską Akademię Sztuk Pięknych.
W roku 1785 Friedrich Schiller napisał „Odę do radości”, liryczny wzór dla hymnu Unii Europejskiej, przeznaczoną do umieszczenia na tablicy w loży wolnomularskiej w Dreźnie.
Wiosną 1791 roku podpisano w pobliskiej miejscowości Pillnitz Deklarację z Pillnitz – akt trwającej ponad 150 lat niemiecko-francuskiej wrogości. W ten sposób niemieccy możni nawoływali do bojkotu narzuconych porządków rewolucji francuskiej.

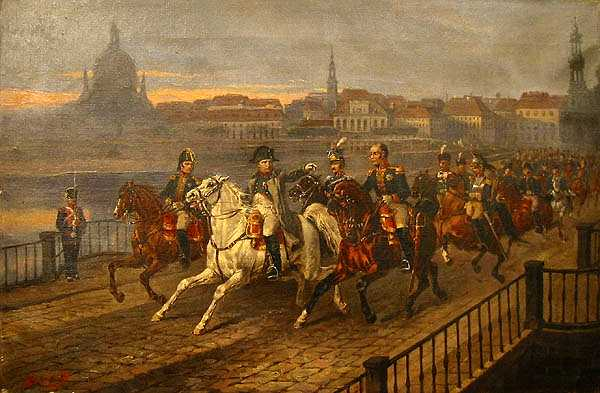
Bitwa pod Dreznem: Napoleon przekraczający Łabę (obraz Józefa Brodowskiego z 1895 r.)

W 1806 r. Drezno zostało stolicą Królestwa Saksonii, które w latach 1807–1815 było związane poprzez osobę Fryderyka Augusta I unią z Księstwem Warszawskim oraz do 1813 było częścią zależnego od Cesarstwa Francuskiego Związku Reńskiego. 22 lipca 1807 roku w Dreźnie nadano Konstytucję Księstwa Warszawskiego. W maju 1811 Napoleon Bonaparte podjął tu decyzję o odtworzeniu Królestwa Polskiego w przypadku zwycięstwa w wojnie z Rosją. 26–27 sierpnia 1813 Francuzi pod wodzą Napoleona Bonaparte zwyciężyli pod Dreznem połączone siły austriacko-prusko-rosyjskie.
W 1828 r. w Dreźnie założono Królewsko-Saksoński Instytut Techniczny, podniesiony w 1871 do rangi politechniki. W 1835 do miasta przyłączono Friedrichstadt, a w 1836 Radeberger Vorstadt. W 1848 r. w jednej z drezdeńskich odlewni metali ruszyła pierwsza w mieście maszyna parowa. Z uwagi na dążenia kolejnych władz Saksonii do utrzymania reprezentacyjnego, rezydencjonalnego charakteru stolicy, rozwijający się przemysł wciskał się na dziedzińce pałaców i podwórza kamienic, a nowe manufaktury i fabryki zajmowały tereny na obrzeżach miasta.
Podczas powstania majowego w Dreźnie w roku 1849 król Saksonii Fryderyk August II został zmuszony do opuszczenia kraju. Jego ponowne odzyskanie udało się mu dopiero z pomocą Prus. Znanymi członkami tego powstania byli m.in. Richard Wagner i Gottfried Semper, obaj musieli z tego powodu udać się na emigrację.
W 1870 r. została założona Filharmonia Drezdeńska.

### W granicach Niemiec

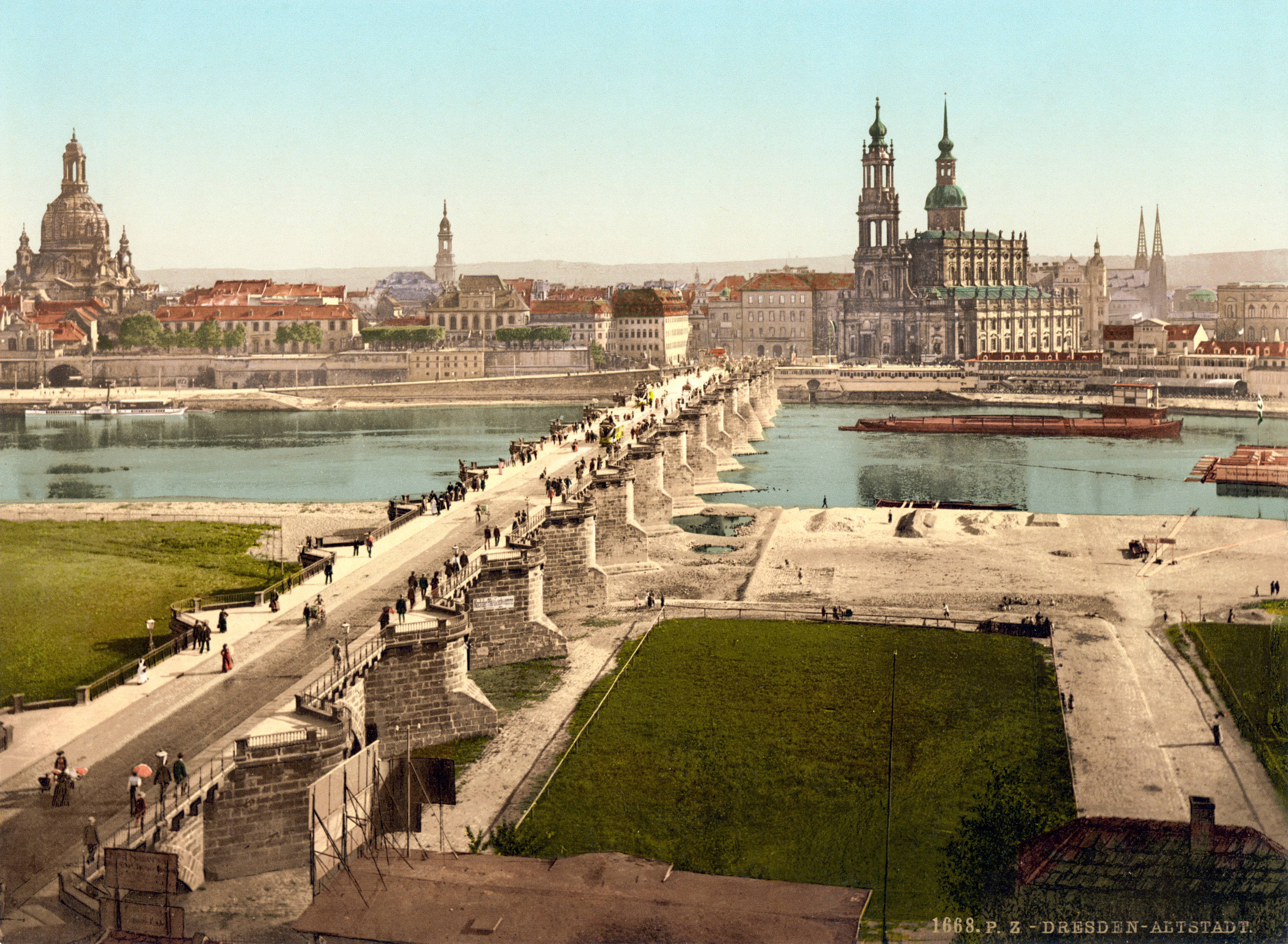
Drezno pod koniec XIX wieku

W 1871 r. Drezno wraz z Saksonią znalazło się w granicach zjednoczonych Niemiec. W 1900 roku Drezno było szóstym największym miastem Niemiec i drugim Saksonii (po Lipsku). W 1903 znacząco poszerzono obszar miasta poprzez przyłączenie do niego miejscowości Cotta, Kaditz, Löbtau, Mickten, Naußlitz, Plauen, Trachau, Übigau i Wölfnitz. W  1909 r. działało w mieście 45 000 różnych podmiotów produkcyjnych, jednak w ogromnej większości były to średnie i małe fabryczki oraz warsztaty rzemieślnicze. Spośród nich tylko 179 zakładów przemysłowych zatrudniało powyżej 100 pracowników.
Po rewolucji listopadowej w 1918 roku Drezno zostało stolicą (pierwszego) Wolnego Kraju Saksonii. Należało ono do pierwszej dziesiątki największych miast Niemiec i było kulturalnym i gospodarczym centrum Republiki Weimarskiej. Zaraz po I wojnie światowej zaczął w Dreźnie działać malarz i grafik Otto Dix. Zostało także założonych wiele szkół wyższych o profilu artystycznym. W 1921 dokonano ponownego znacznego rozszerzenia granic miasta. Przyłączono wówczas Blasewitz, Briesnitz, Bühlau z Quohren, Coschütz, Dobritz, Gostritz, Kaitz, Kemnitz, Kleinpestitz, Kleinzschachwitz, Laubegast, Leuben, Leutewitz, Loschwitz, Mockritz, Niedergorbitz, Obergorbitz, Rochwitz, Stetzsch, Weißer Hirsch, Leubnitz-Neuostra, Prohlis i Torna.

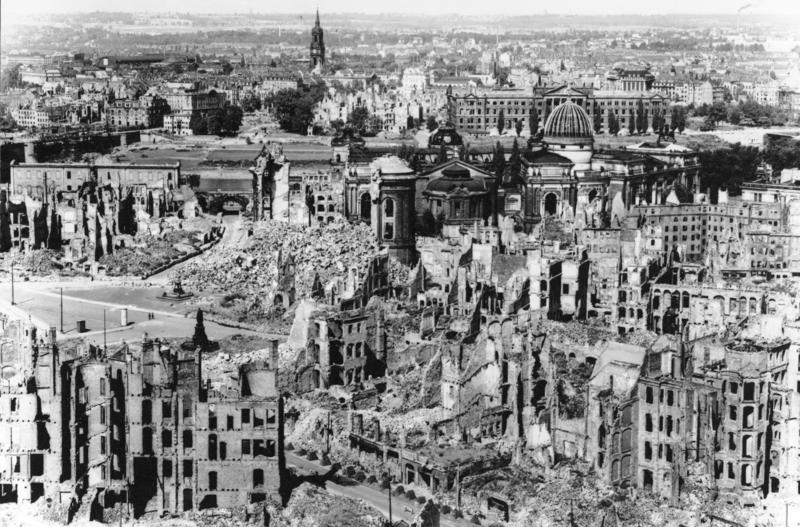
Drezno po bombardowaniu

Po 1933 roku rozpoczęto nagonkę na ponad 5000 obywateli o pochodzeniu żydowskim. Antysemityzm w Dreźnie ukazany został przede wszystkim w dziennikach Victora Klemperera. Po II wojnie światowej żyło w Dreźnie już tylko 41 Żydów. Między 1939 a 1945 rokiem internowano do Drezna więźniów obozów koncentracyjnych Auschwitz i Flossenbürg do pracy w przemyśle zbrojeniowym.
13–14 lutego 1945 roku lotnictwo brytyjskie i amerykańskie przeprowadziło bombardowanie dywanowe miasta, które wcześniej nie było obiektem takiego ataku. W nalotach, skoncentrowanych na starym mieście, użyto przede wszystkim bomb zapalających. Ich masowe użycie wywołało burzę ogniową, która całkowicie zniszczyła ok. 39 km² miasta. Pożar miasta trwał 5 nocy i 5 dni. Straty ludzkie szacowane są na ok. 22 700 do 25 000 zabitych. Specjalna komisja powołana przez władze Saksonii do ustalenia dokładnej liczby ofiar bombardowania zakończyła pracę w roku 2011, ogłaszając, że ostatecznie ustalona liczba ofiar nie przekroczyła 25 000. Z 35 470 domów mieszkalnych ocalało tylko 7 421, z 220 000 mieszkań pozostało nieuszkodzonych jedynie ok. 45 000. Na skutek znacznego zagęszczenia śródmieścia dach nad głową straciło ok. ćwierć miliona ludzi. W ciągu następnych kilku tygodni ludność miasta, liczona jeszcze niedawno na 700 000, zmniejszyła się o połowę.
Od 22 do 27 kwietnia 1945 toczyły się walki o Drezno pomiędzy siłami polsko-radzieckimi a niemieckimi.

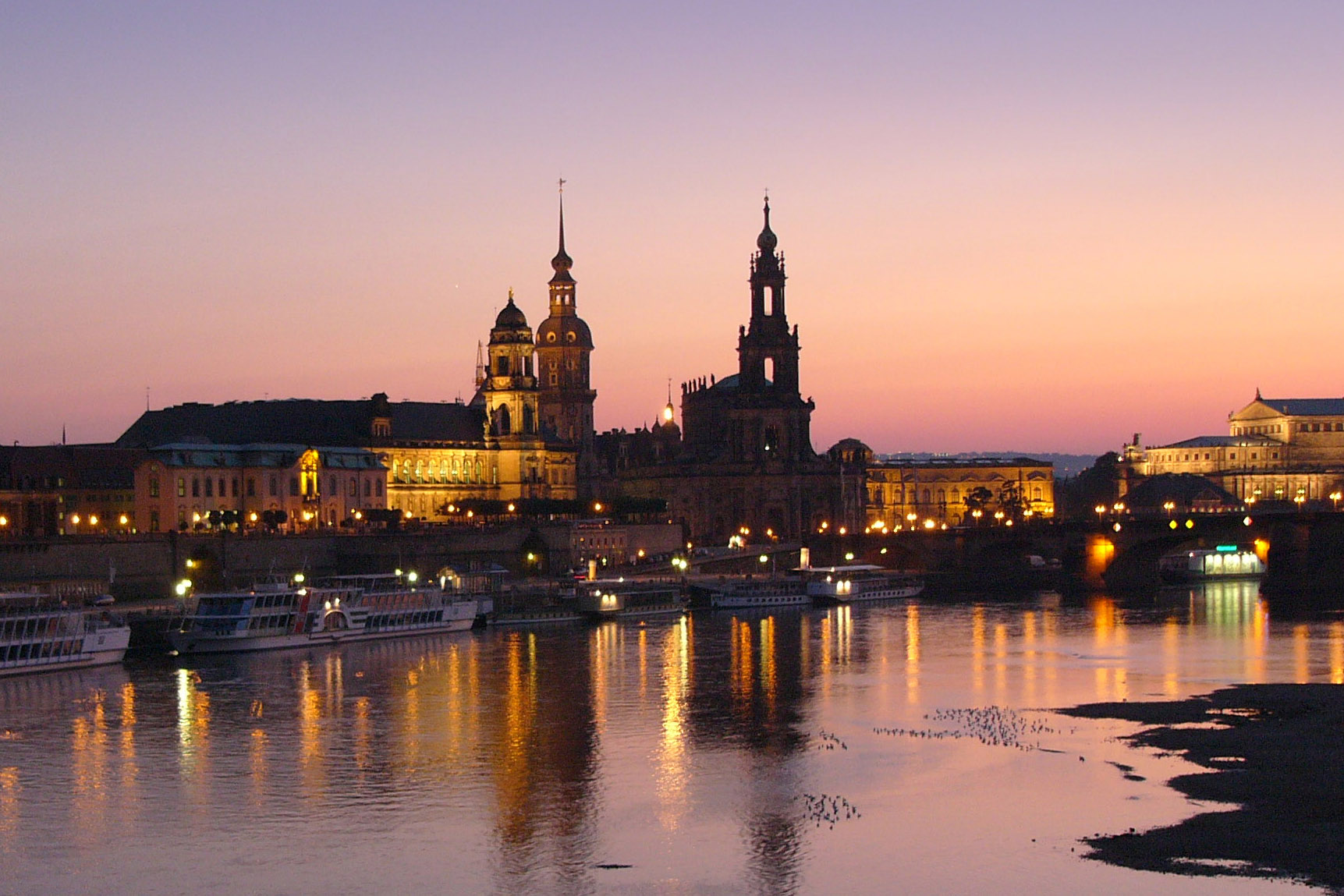
Miasto współcześnie

W rezultacie II wojny światowej zrujnowane Drezno trafiło w 1945 r. do radzieckiej strefy okupacyjnej Niemiec, z której w 1949 utworzono Niemiecką Republikę Demokratyczną. W czasie trwania ustroju socjalistycznego wyburzono lub rozebrano wiele wartościowych pozostałości zbombardowanego miasta, jak np. kościół pw. św. Zofii czy historyczną miejską zabudowę. Tymi zabiegami zlikwidowano całe zabudowanie historycznego centrum miasta.
Odnowiono lub całkowicie zrekonstruowano przede wszystkim dzisiejszą siedzibę sądu (1946), most Augusta (1949), kościół Krzyża (do 1955), Zwinger (do 1963), katedrę Świętej Trójcy (do 1965), Semperoper (do 1985), Pałac Japoński (do 1987) i obydwa dworce kolejowe. Niektóre z prac ciągnęły się dekadami z powodu złej sytuacji gospodarczej NRD, która zmuszała do wielokrotnego przerywania renowacji.
Podczas gdy place Theater- i Schlossplatz odnowiono, kierując się historycznym układem budynków, zostawiono Nowy Rynek (Neumarkt) całkowicie pustym, a Stary Rynek (Altmarkt) zabudowano na styl socjalistyczny (np. Pałac Kultury – Kulturpalast). Po 1945 roku umieszczono w Dreźnie i wokół niego 1 Gwardię Pancerną ZSRR oraz 7 Dywizję Narodowej Armii Ludowej. Nigdy wcześniej w czasach pokoju nie stacjonowało w Dreźnie tyle oddziałów co między 1945 a 1990. W latach 1949–1950 po raz kolejny znacząco rozszerzono granice miasta, przyłączając szereg wsi, podmiejskie obszary leśne oraz miasteczko Klotzsche.
Jesienią 1989 r. rozpoczęły się wiece i demonstracje opowiadające się za zjednoczeniem Niemiec, a 19 grudnia 1989 Helmut Kohl wygłosił mowę na Neumarkt, przed ruiną Kościoła Marii Panny. Po przemianach politycznych w 1990 roku Drezno znowu zostało stolicą Wolnego Kraju Saksonii.
W sierpniu 2002 Drezno zostało dotknięte przez „powódź stulecia”. Poziom Łaby podniósł się wtedy, przewyższając najwyższy jak dotąd wynik z 1845 roku. Kolejne powodzie nawiedziły Drezno w 2005, 2006 i 2013 roku.
5 czerwca 2009 Drezno odwiedził prezydent Stanów Zjednoczonych Barack Obama, by spotkać się z kanclerz Niemiec Angelą Merkel oraz zwiedzić Kościół Marii Panny.

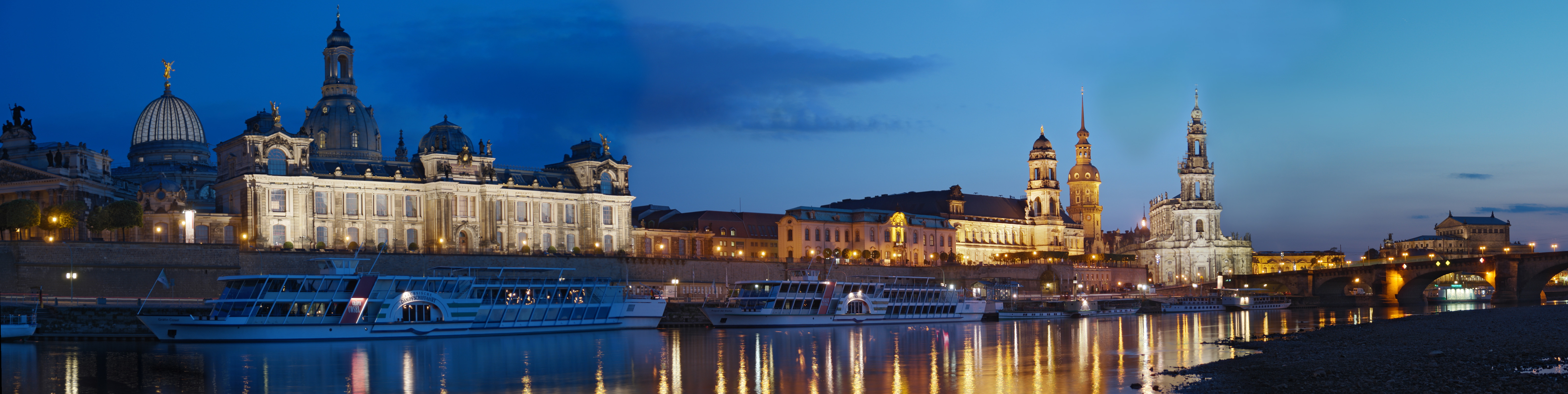
Panorama miasta nocą

## Podział administracyjny

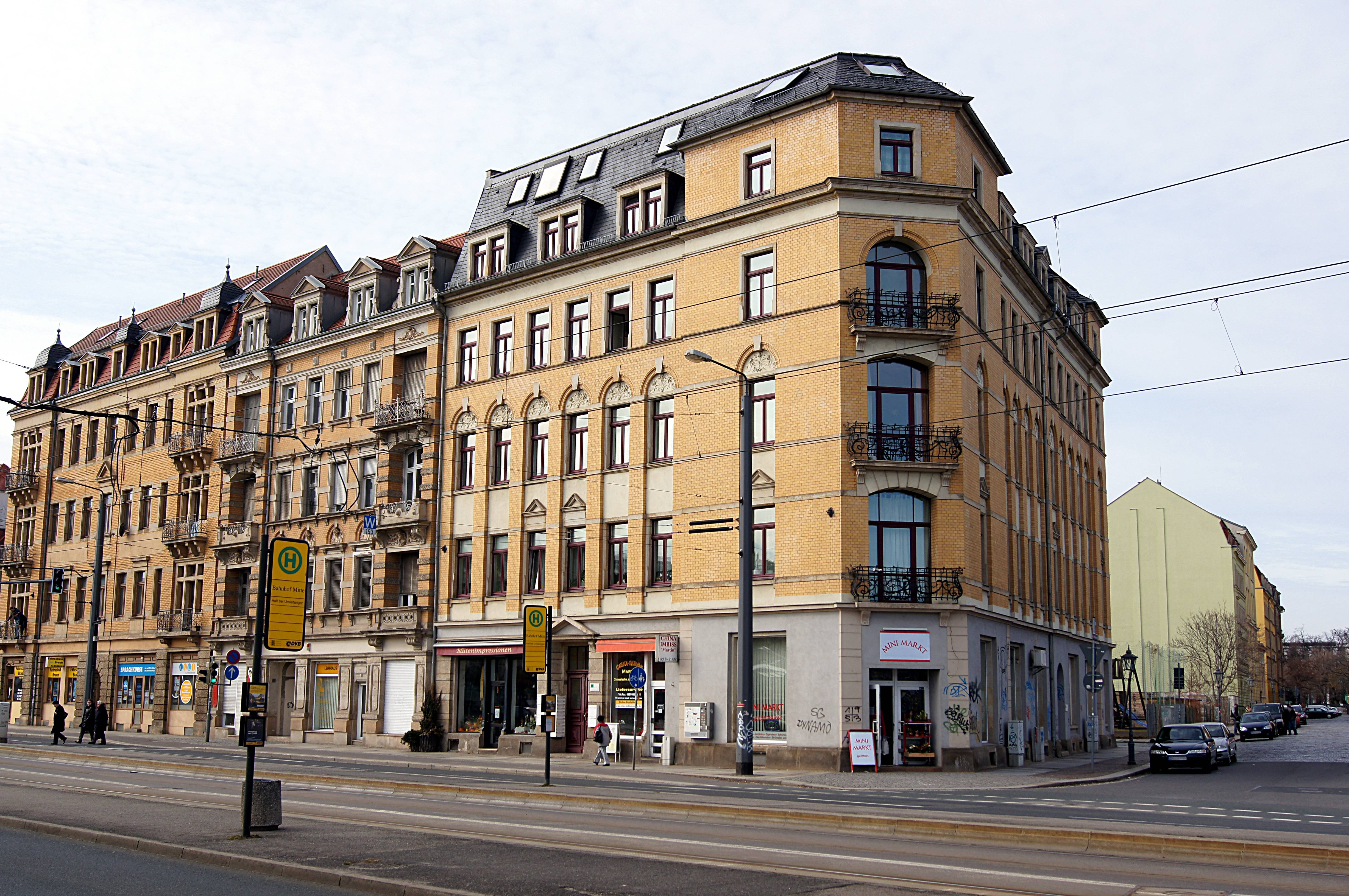
Friedrichstadt

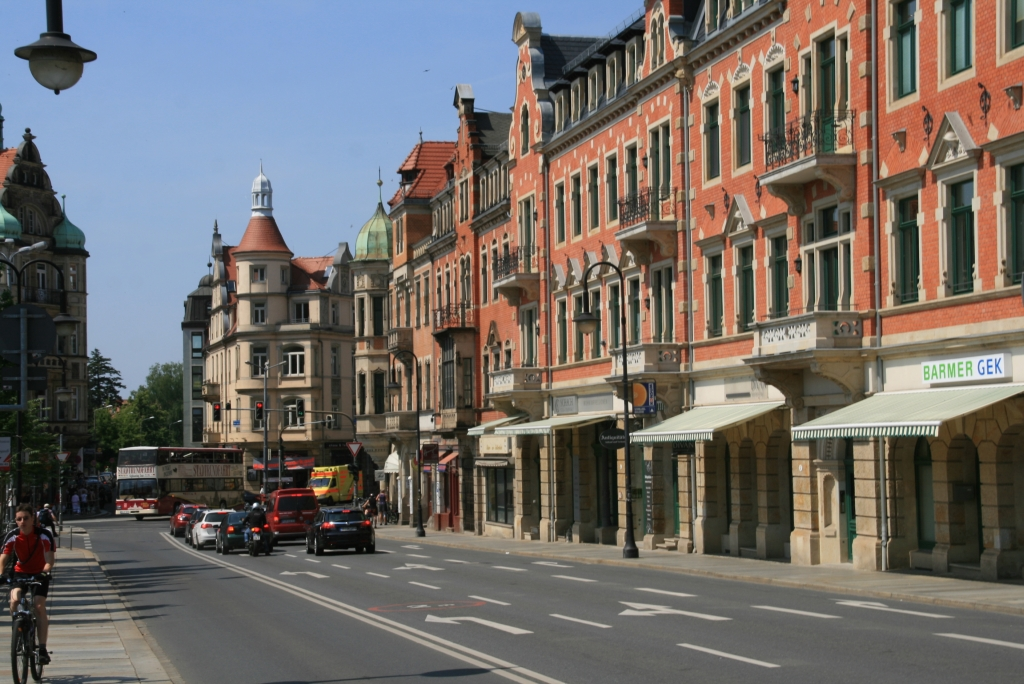
Blasewitz

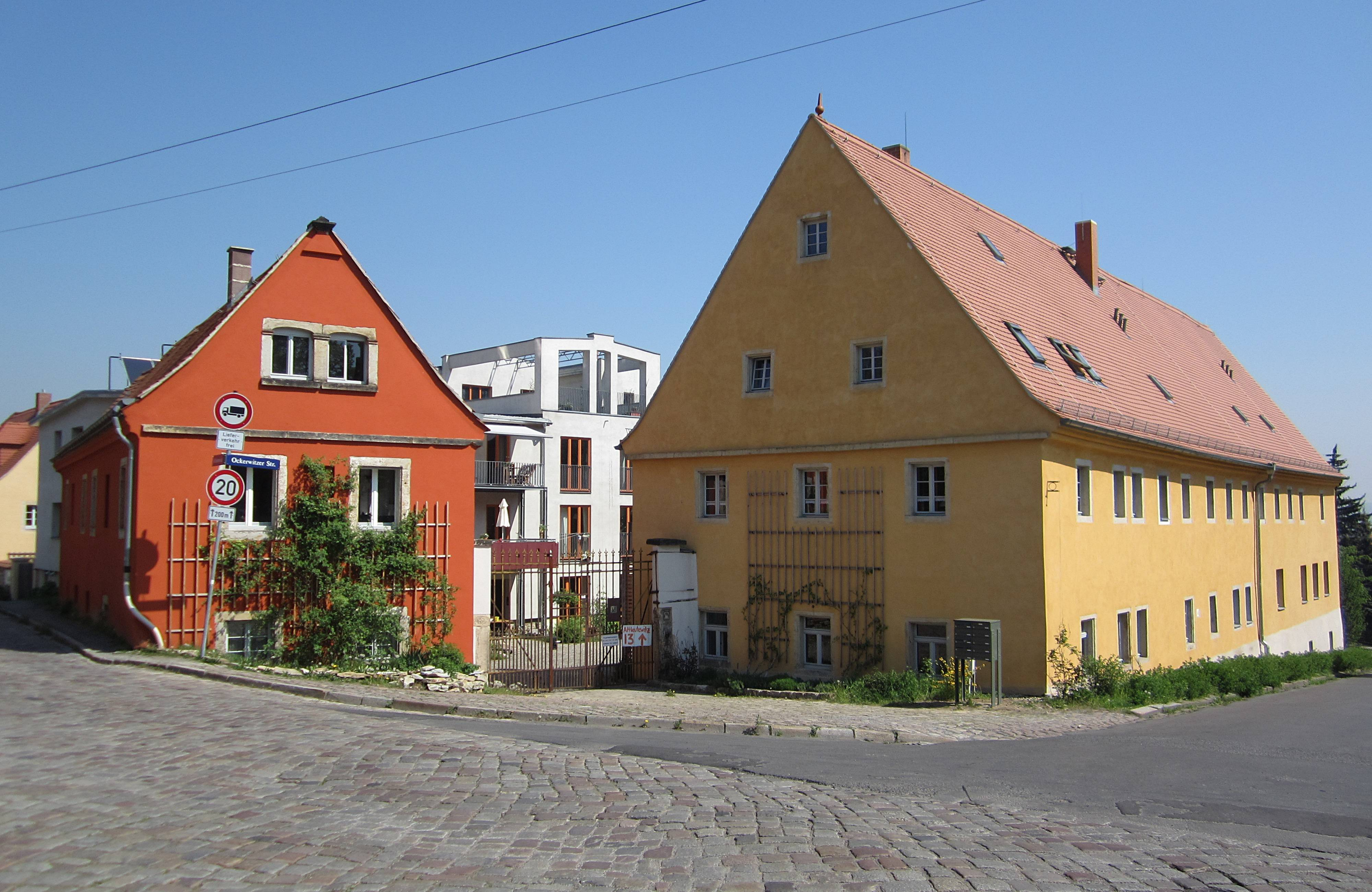
Leutewitz

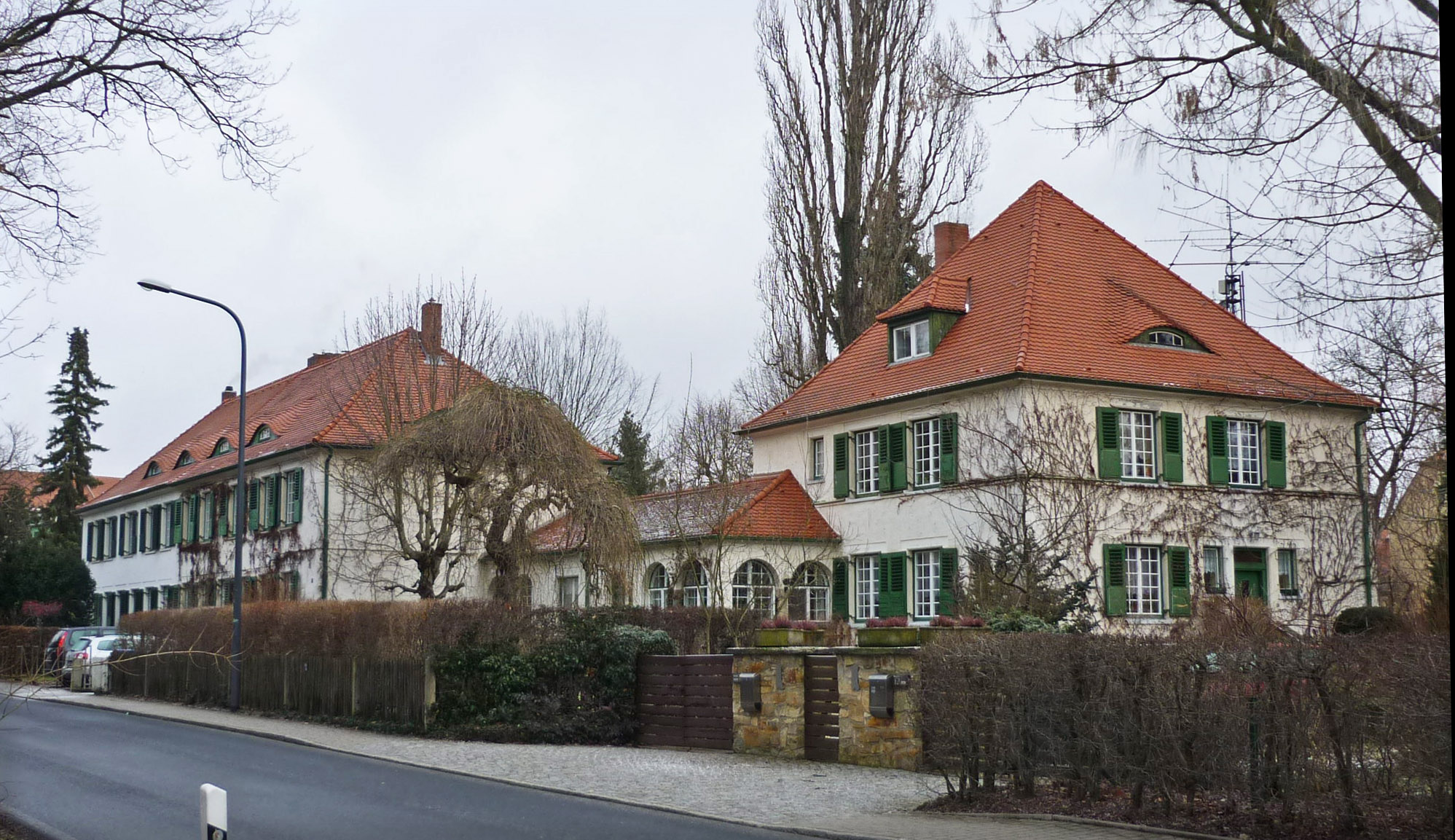
Hellerau

Drezno dzieli się na dziesięć dzielnic (Ortsamtsbereich) oraz dziewięć miejscowości (Ortschaft), które leżą w granicach administracyjnych miasta.
Dzielnice (Ortsamtsbereich) i ich osiedla:
- Altstadt: Friedrichstadt, Innere Altstadt, Johannstadt-Nord, Johannstadt-Süd, Pirnaische Vorstadt, Seevorstadt-Ost/Großer Garten ze Strehlen-Nordwest, Wilsdruffer Vorstadt/Seevorstadt-West
- Blasewitz: Blasewitz z Neugruna, Gruna ze Strehlen-Nordost, Seidnitz/Dobritz, Striesen-Ost, Striesen-Süd z Johannstadt-Südost, Striesen-West, Tolkewitz/Seidnitz-Nord
- Cotta: Briesnitz ze Stetzsch, Cotta z Friedrichstadt-Südwest, Dölzschen i Niedergorbitz, Gorbitz-Nord/Neuomsewitz, Gorbitz-Ost, Gorbitz-Süd, Kemnitz, Leutewitz i Altomsewitz, Löbtau-Nord, Löbtau-Süd, Naußlitz z Wölfnitz, Roßthal
- Klotzsche: Flughafen Dresden/Industriegebiet Klotzsche, Hellerau/Wilschdorf z Rähnitz, Hellerberge, Klotzsche
- Leuben(inne języki): Großzschachwitz ze Sporbitz, Kleinzschachwitz z Meußlitz i Zschieren, Laubegast z Alttolkewitz, Leuben z Dobritz-Süd i Niedersedlitz-Nord
- Loschwitz: Bühlau/Weißer Hirsch z Rochwitz i Loschwitz-Nordost, Dresdner Heide, Hosterwitz/Pillnitz z Niederpoyritz, Loschwitz/Wachwitz, Oberpoyritz i Söbrigen
- Neustadt: Albertstadt, Äußere Neustadt, Innere Neustadt, Leipziger Vorstadt, Radeberger Vorstadt
- Pieschen: Kaditz, Mickten z Trachau-Süd, Pieschen-Nord/Trachenberge z Leipziger Vorstadt-Nordwest, Pieschen-Süd z Leipziger Vorstadt-West (Neudorf), Trachau, Übigau z Kaditz-Süd
- Plauen: Coschütz/Gittersee, Kleinpestitz/Mockritz z Kaitz i Gostritz, Plauen, Räcknitz/Zschertnitz ze Strehlen-Südwest, Südvorstadt-Ost, Südvorstadt-West
- Prohlis: Leubnitz-Neuostra z Torna i Mockritz-Ost, Lockwitz z Kauscha, Niedersedlitz, Nickern i Luga, Prohlis-Nord, Prohlis-Süd, Reick, Strehlen z Reick-Nordwest

Dzielnice (Ortschaft) i ich osiedla:
- Altfranken: Gompitz/Altfranken
- Cossebaude: Cossebaude/Mobschatz/Oberwartha
- Gompitz: Gompitz/Altfranken
- Langebrück: Langebrück/Schönborn
- Mobschatz: Cossebaude/Mobschatz/Oberwartha
- Oberwartha: Cossebaude/Mobschatz/Oberwartha
- Schönborn: Langebrück/Schönborn
- Schönfeld-Weißig: Gönnsdorf/Pappritz, Schönfeld/Schullwitz, Weißig
- Weixdorf(inne języki): Weixdorf

## Otoczenie

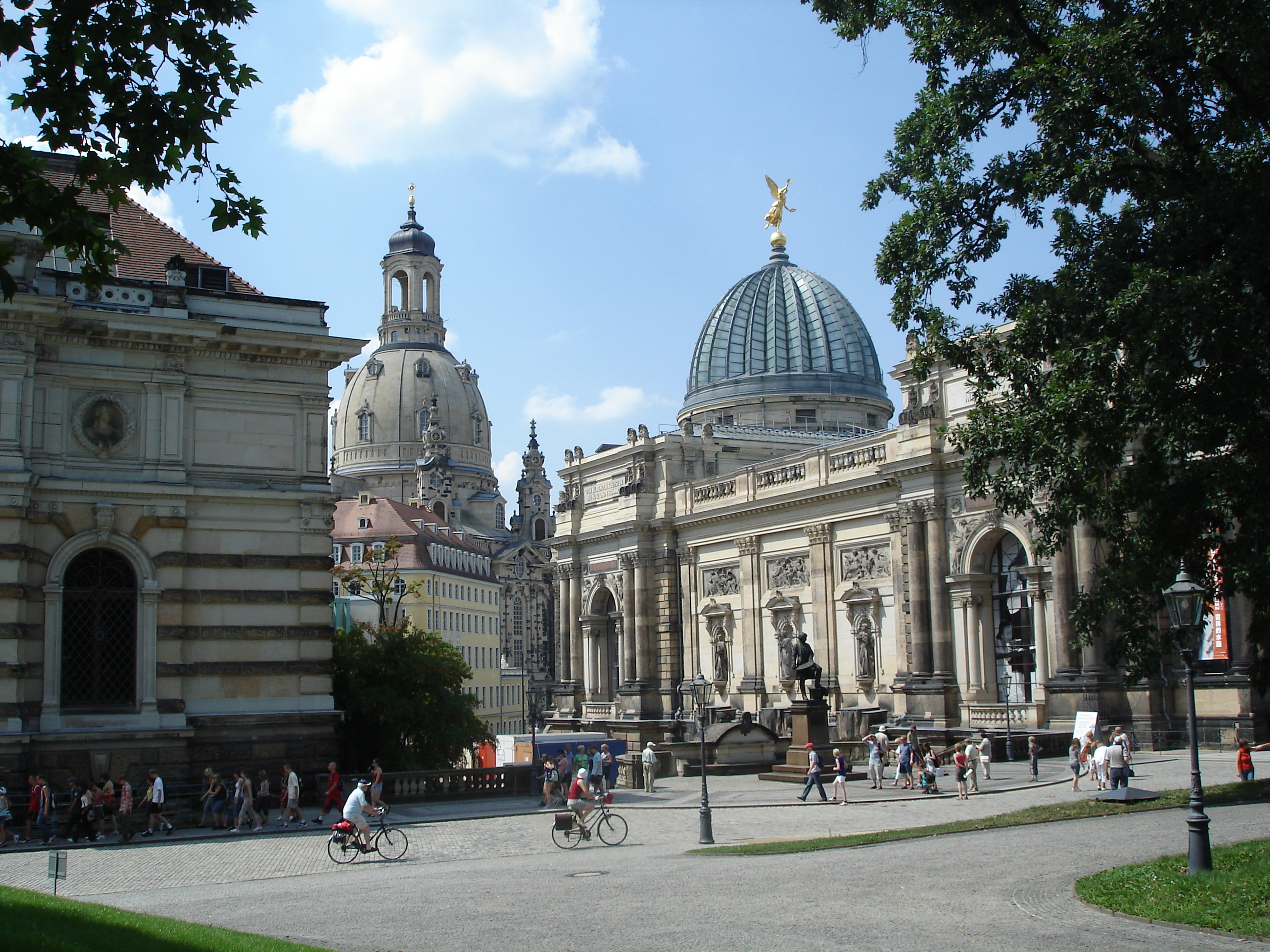
Widok na miasto z bulwaru nad Łabą

Z Dreznem graniczą miasta Radeberg, Pirna, Heidenau, Dohna, Freital, Wilsdruff, Radebeul i Radeburg.

## Demografia

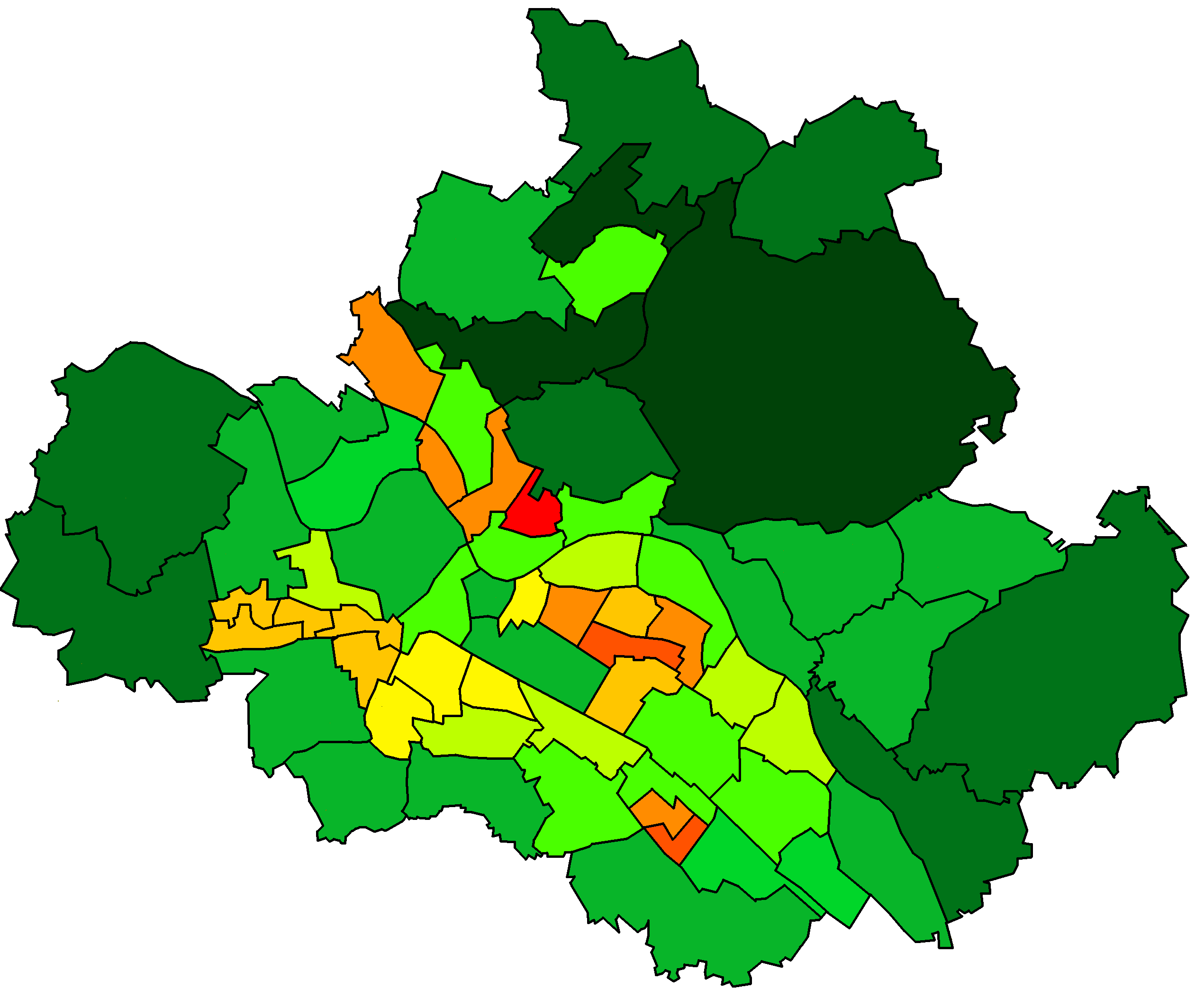
Gęstość zaludnienia poszczególnych osiedli Drezna

Zmiany populacji Drezna od 1450 do 2014 roku:

Najwyższą populację miasto osiągnęło w 1933 roku – 649 252 mieszkańców.
W XVIII i XIX wieku Drezno zamieszkiwała liczna społeczność polska. W drugiej połowie XIX wieku w mieście osiedlali się także Anglicy i Rosjanie. Według niemieckich danych w 2014 r. mieszkało tu 1450 osób urodzonych w Polsce. Liczniejsze grupy obejmują imigrantów z Rosji (2204), Chin (2077), Wietnamu (1667) i Ukrainy (1531). Mniej liczne grupy (od 600 do 900 osób) stanowią przybysze z Czech, Włoch, Indii, Turcji, Syrii, Węgier, Bułgarii, Rumunii i Hiszpanii.

## Zabytki

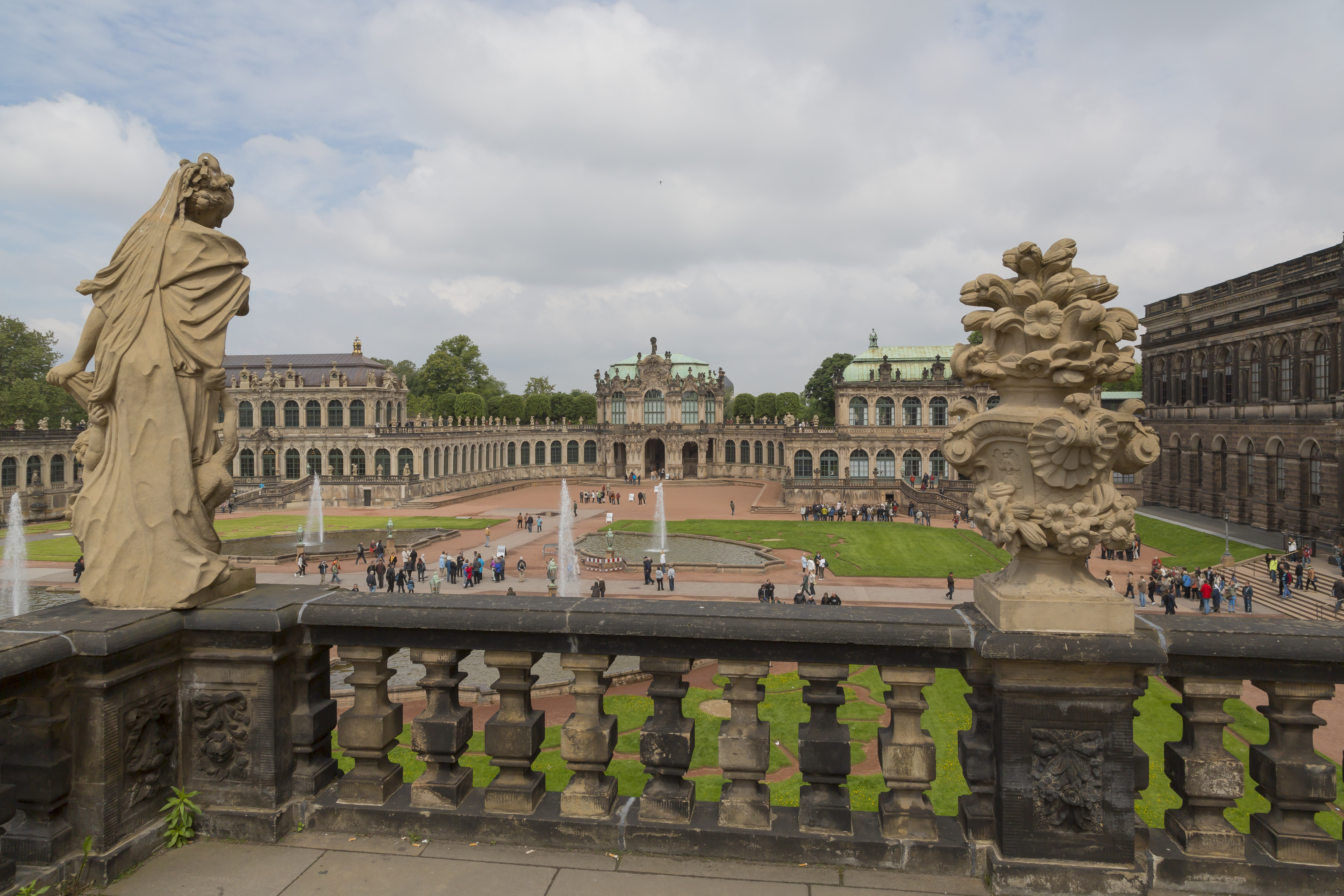
Zwinger

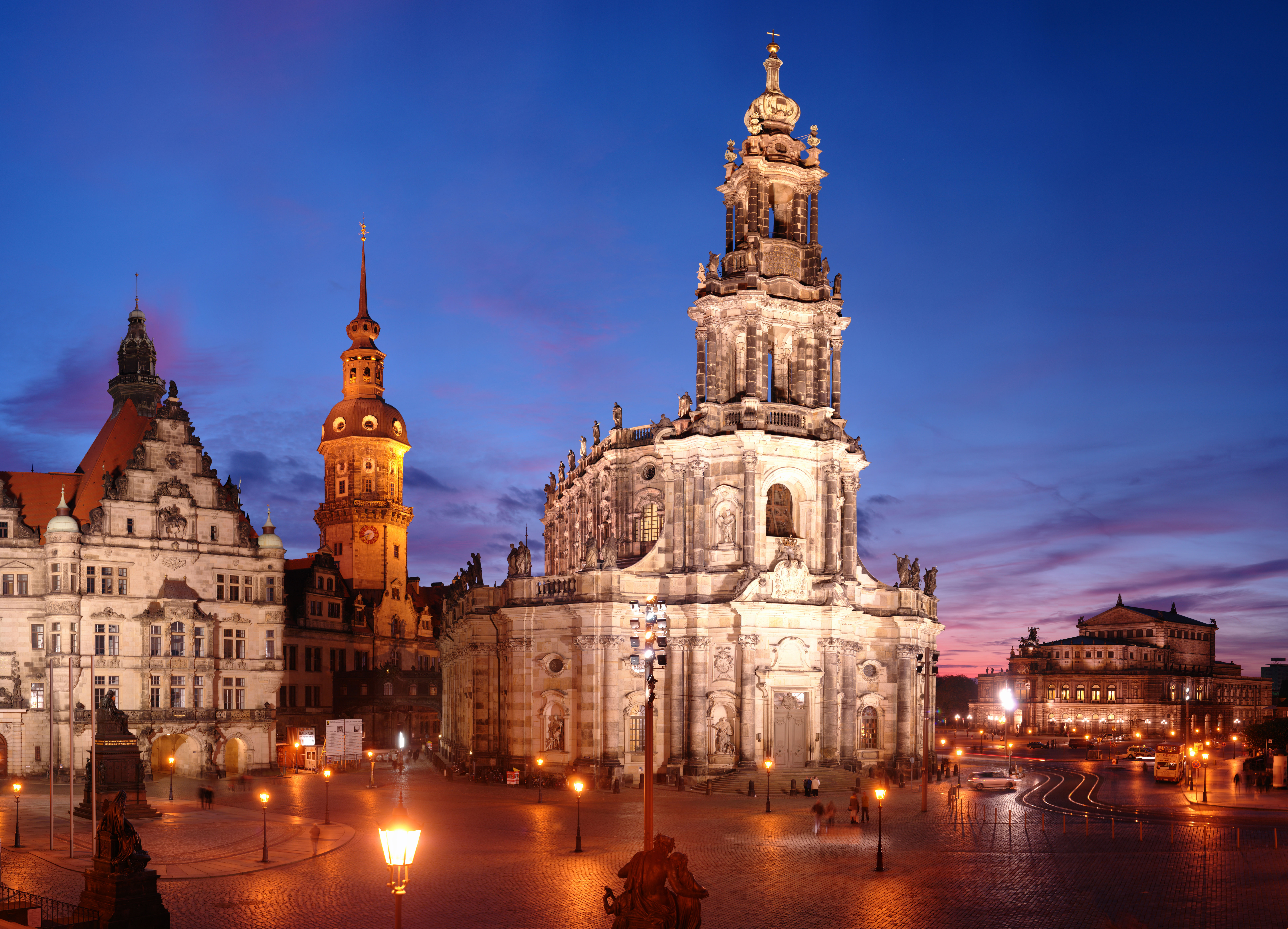
Katedra Świętej Trójcy

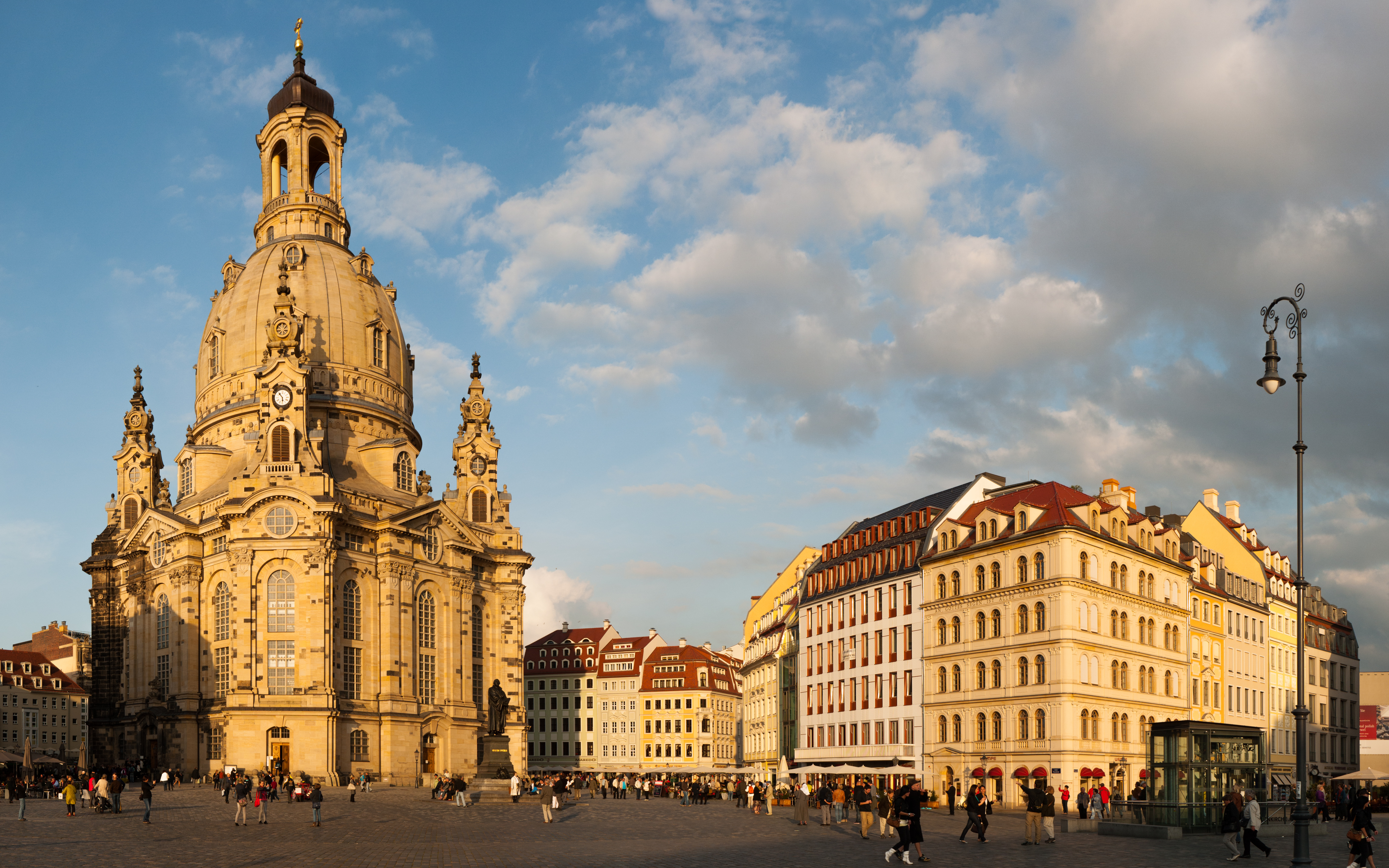
Kościół Marii Panny i Nowy Rynek

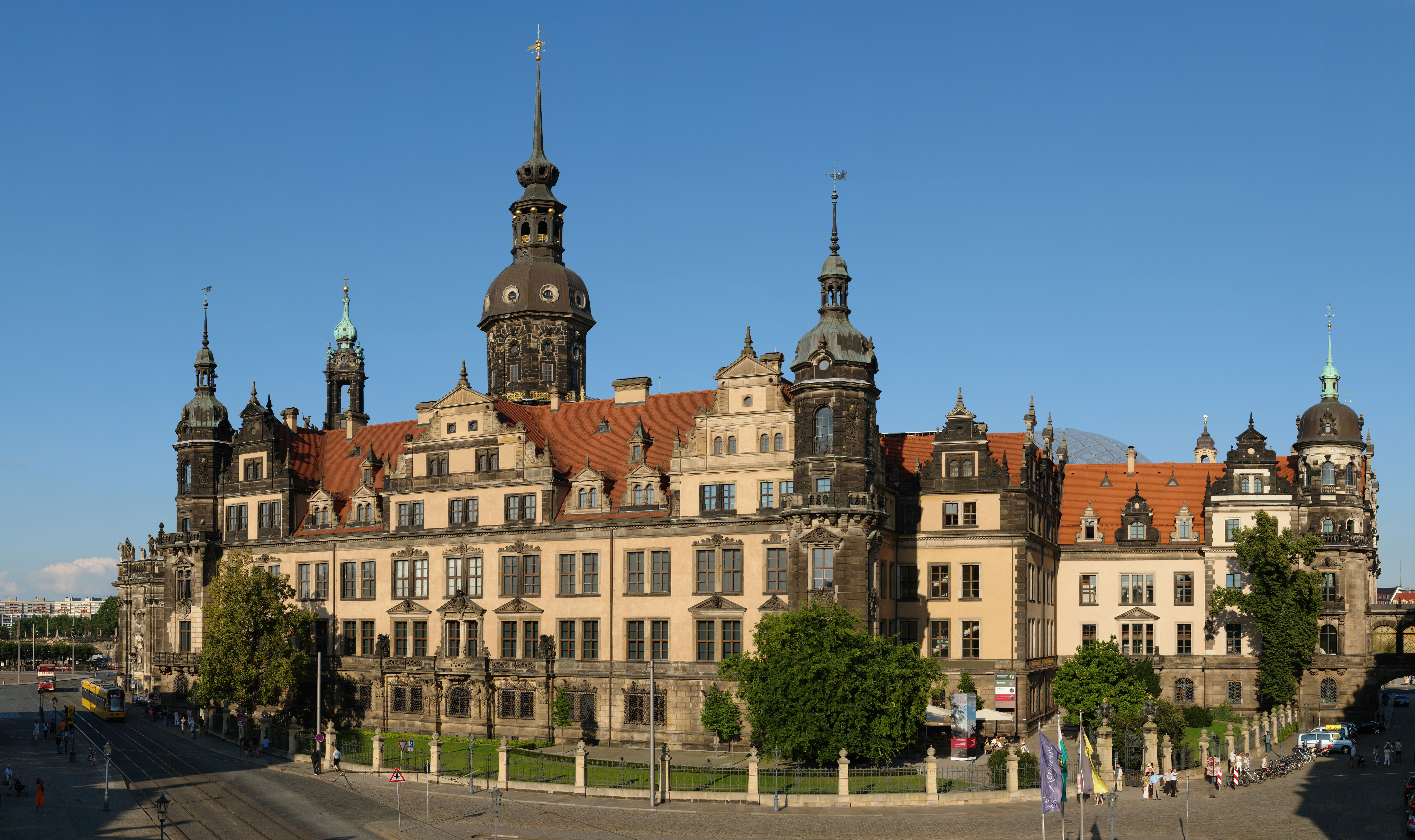
Zamek

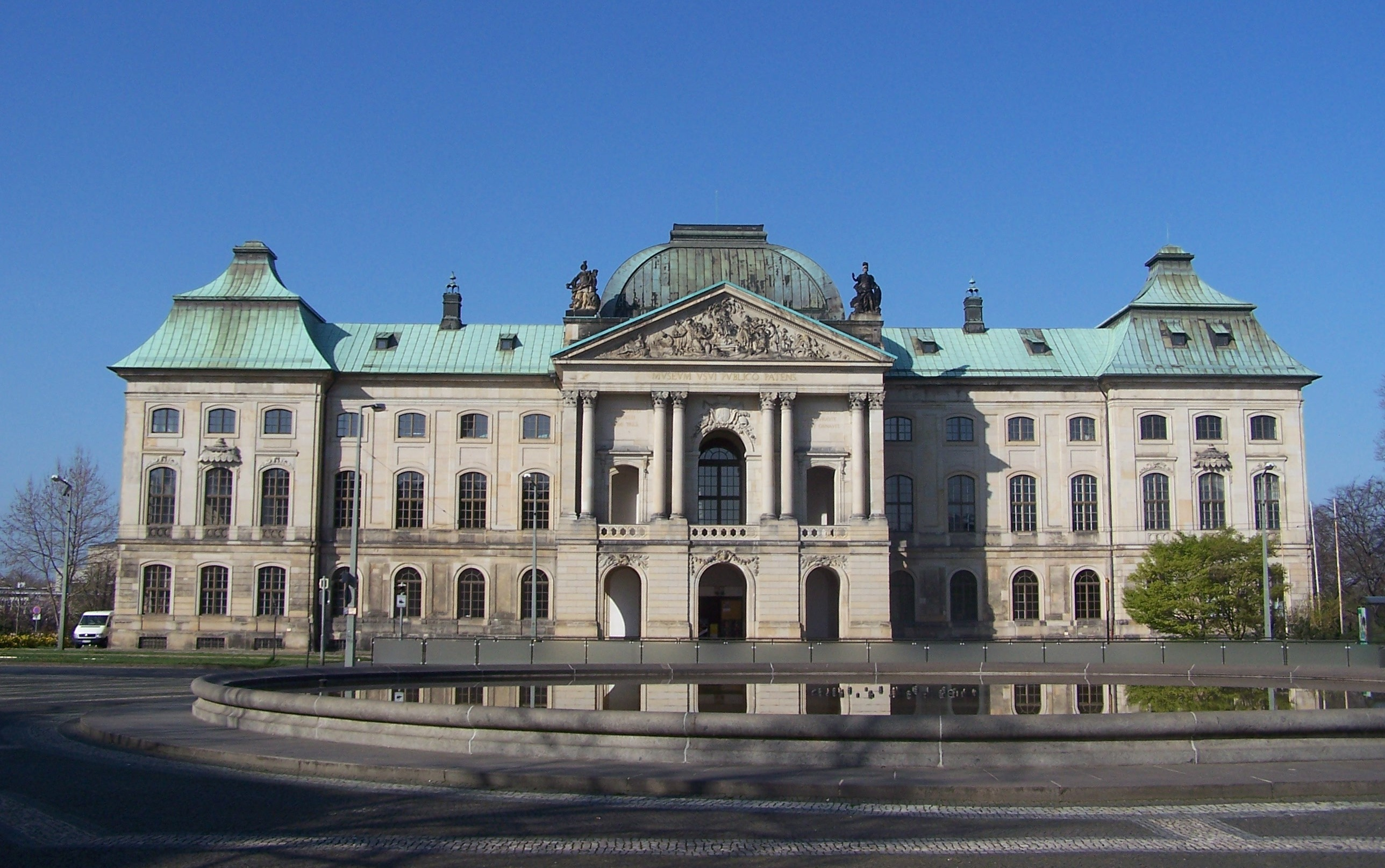
Pałac Japoński

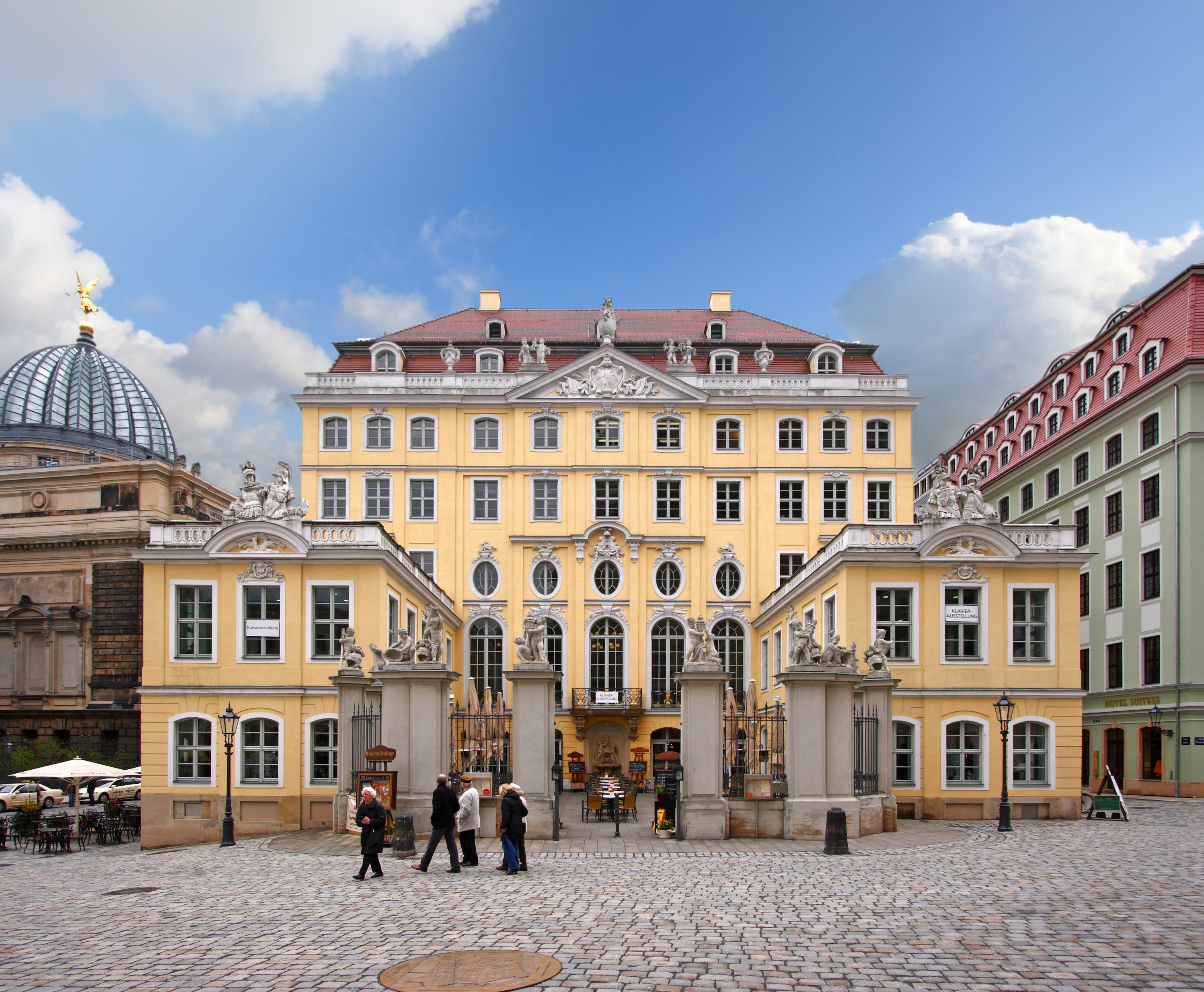
Pałac Cosela

Doszczętnie zniszczone w czasie II wojny światowej i odbudowane tylko częściowo miasto posiada, pomimo swojej długiej i bogatej historii, niewielką część dawnej historycznej zabudowy. Do najważniejszych odbudowanych zabytków należą:
- Zamek – główna drezdeńska rezydencja Wettynów, w tym królów Polski Augusta II i Augusta III
- Zwinger – rokokowy zespół pałacowy, wzniesiony jako królewska rezydencja Augusta II
- Katedra Świętej Trójcy, dawniej Kościół Dworski (Hofkirche) – główna katolicka świątynia miasta oraz miejsce spoczynku przedostatniego króla Polski Augusta III i ostatniej królowej Marii Józefy
- Kościół Marii Panny (Frauenkirche) – monumentalny kościół barokowy na Nowym Rynku
- Kościół Świętego Krzyża (Kreuzkirche) – największy kościół Drezna i Saksonii
- Pałac Japoński – barokowy pałac wzniesiony jako rezydencja Jakuba Flemminga, zakupiony i rozbudowany przez króla Augusta II w celu gromadzenia kolekcji porcelany japońskiej
- Großer Garten – park barokowy wraz z pałacem, największy park w mieście
- Pałac Taschenberg – barokowy pałac wzniesiony na zlecenie króla Augusta II jako rezydencja hrabiny Anny Konstancji Cosel
- Pałac Kurlandzki – rokokowy pałac, dawna posiadłość królewicza polskiego i księcia kurlandzkiego Karola Krystiana Wettyna
- Albertinum – gmach dawnej zbrojowni, przebudowany w XIX w. na muzeum
- Pałac Cosela
- Opera Sempera – nazwę wzięła od nazwiska architekta, miały tu swoje premiery dzieła Wagnera czy Straussa[38].
- Malowidło ścienne „Orszak książęcy” (Fürstenzug) – Olbrzymia mozaika z kafelków miśnieńskiej porcelany wykonana w XIX wieku przez Wilhelma Walthera[38].
- Tarasy Brühla – Promenada w miejscu gdzie niegdyś stał pałac ministra Augusta III Sasa Henryka Brühla[38].
- Pałac Beichlingena
- Odwach Staromiejski
- Sekundogenitur
- Yenidze
- Synagoga w Dreźnie-Johannstadt
- Johanneum
- Kościół Trzech Króli
- Kościół św. Anny
- Sukiennice ze Studnią Dinglingera
- Kościół w Loschwitz
- Nowy Ratusz
- Landhaus
- Most Augusta
- Kościół św. Mateusza
- Hôtel de Saxe
- Staatsschauspiel Dresden(inne języki) – gmach Teatru Krajowego
- Sächsisches Ständehaus – dawny gmach Landtagu Saksonii

### Obiekty niezachowane
- Kościół św. Zofii (Sophienkirche) - jedyny gotycki kościół w mieście, przed zniszczeniem luterański, pierwotnie franciszkański
- Pałac Flemminga-Sułkowskiego
- Pałac Moszyńskiej
- Pałac księcia Maksymiliana
- Pałac Wackerbartha
- Pałac Brühla przy ul. Augusta
- Pałac Sekundogenitury
- Ratusz Nowomiejski
- Hôtel de Pologne
- Hôtel de France
- Stara Synagoga

### Zabytki poza centrum miasta

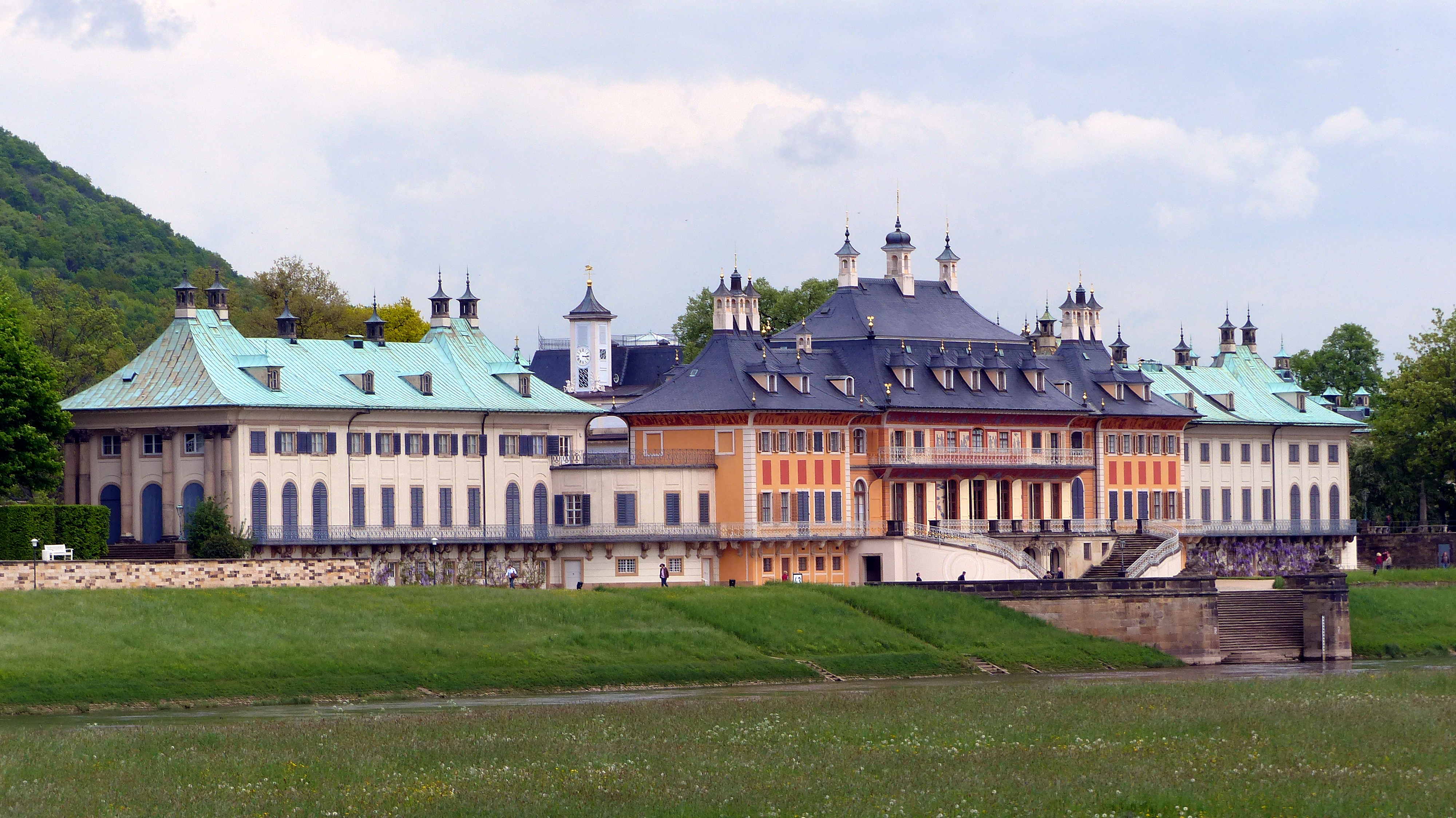
Pałac w Pillnitz

- Pałac w Pillnitz – pałac, sięgający XIV w., przebudowany w XVIII w. w stylu barokowym na zlecenie króla Augusta II, letnia rezydencja Fryderyka Augusta I
- Kościół Ducha Świętego w Pillnitz – przypałacowy kościół barokowy, wzniesiony w latach 1723–1725 na zlecenie króla Augusta II
- Pałac w Übigau – dawna posiadłość m.in. królów Polski Augusta II i Augusta III oraz urzędników królewskich Jakuba Flemminga i Aleksandra Sułkowskiego
- Zamek wodny w Schönfeld – renesansowy zamek z XVI w.
- Zamek w Nickern
- Zamek w Roßthal
- Pałac Albrechtsberg
- Most Blaues Wunder
- Ratusze w Blasewitz, Cotta, Leuben, Niedersedlitz, Pieschen i Plauen
- Teatr festiwalowy Hellerau

## Muzea i galerie sztuki

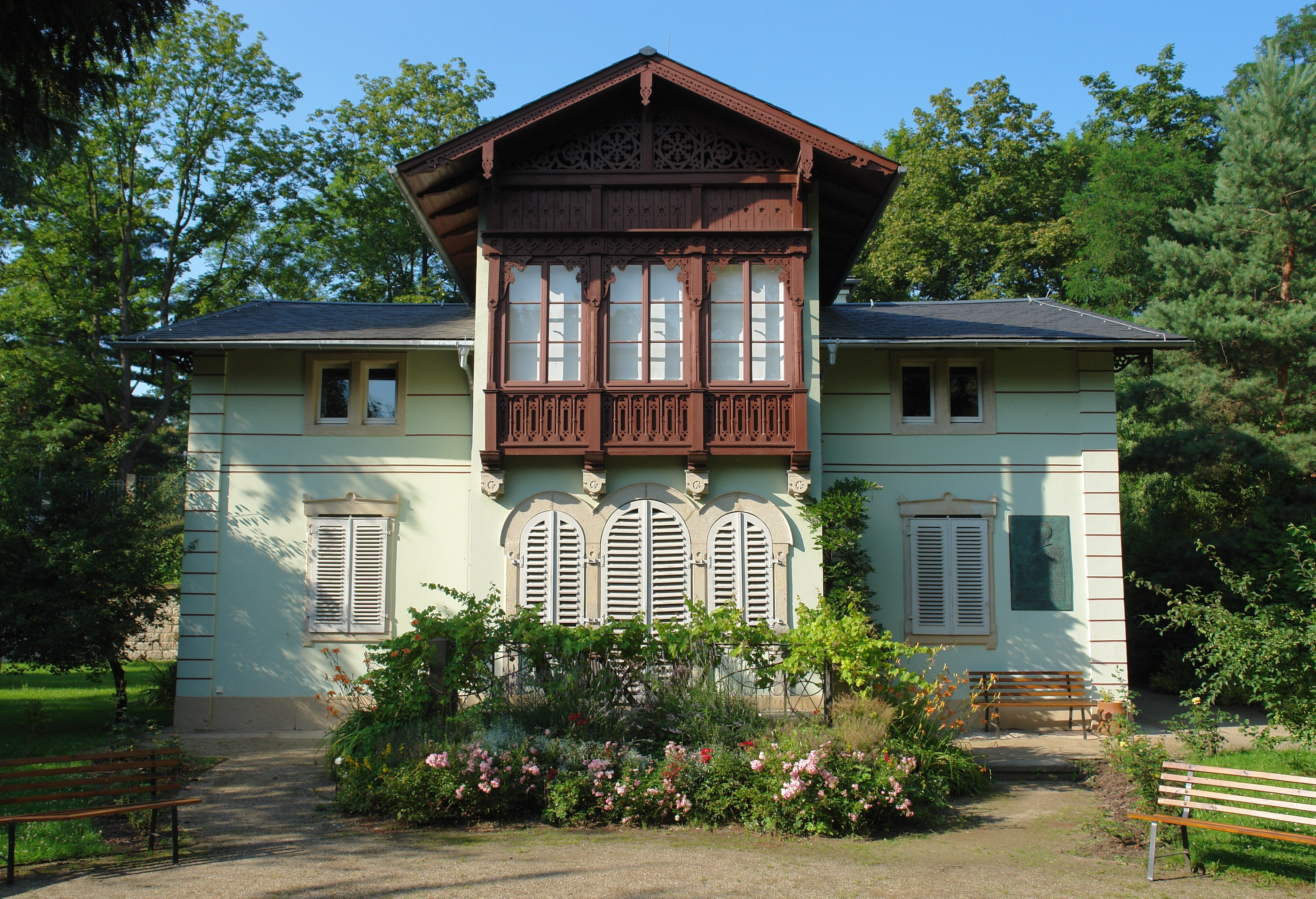
Dom Józefa Ignacego Kraszewskiego, współcześnie siedziba Muzeum Kraszewskiego

- Muzeum Kraszewskiego w Dreźnie w domu pisarza
- Państwowe Zbiory Sztuki w Dreźnie
  - Gabinet Miedziorytów w Dreźnie w Zamku w Dreźnie
  - Galeria Nowych Mistrzów w Albertinum
  - Galeria Obrazów Starych Mistrzów w Dreźnie w Zwingerze
  - Grünes Gewölbe w Zamku w Dreźnie – galeria sztuki i skarbiec
  - Rüstkammer w Zwingerze – zbrojownia, która jest zbiorem różnych historycznych broni; w jej zbiorach znajdują się także insygnia Augusta II Mocnego
    - Komnata Turecka
- Muzeum Wojskowo-Historyczne Bundeswehry
- Niemieckie Muzeum Higieny
- Muzeum Policji

## Gospodarka

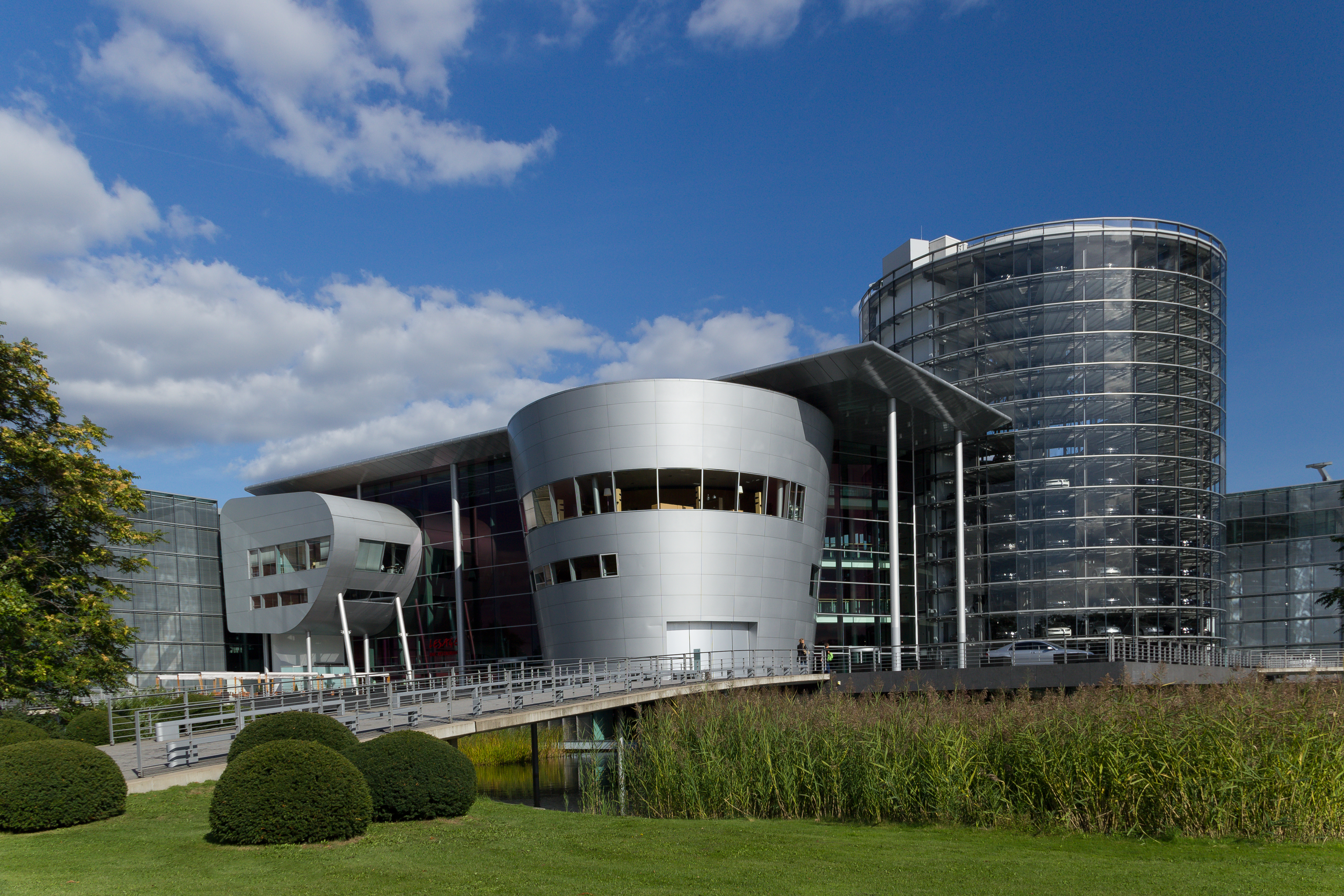
Gläserne Manufaktur

W Dreźnie znajduje się fabryka koncernu Volkswagen – Gläserne Manufaktur (Szklana Manufaktura), w której od 2001 roku montuje się samochody marki Volkswagen Phaeton. Jest to jedyne miejsce, w którym produkuje się takie samochody. Od 1950 roku swoją siedzibę ma tu też przedsiębiorstwo Melkus, które w czasach NRD produkowało m.in. samochód sportowy Melkus RS 1000.

## Transport

### Transport drogowy
Przez miasto przechodzą autostrady A4, A13 i A17, drogi krajowe B6, B97, B170, B172, B173 oraz drogi regionalne.

### Transport kolejowy
Linie kolejowe (m.in.):

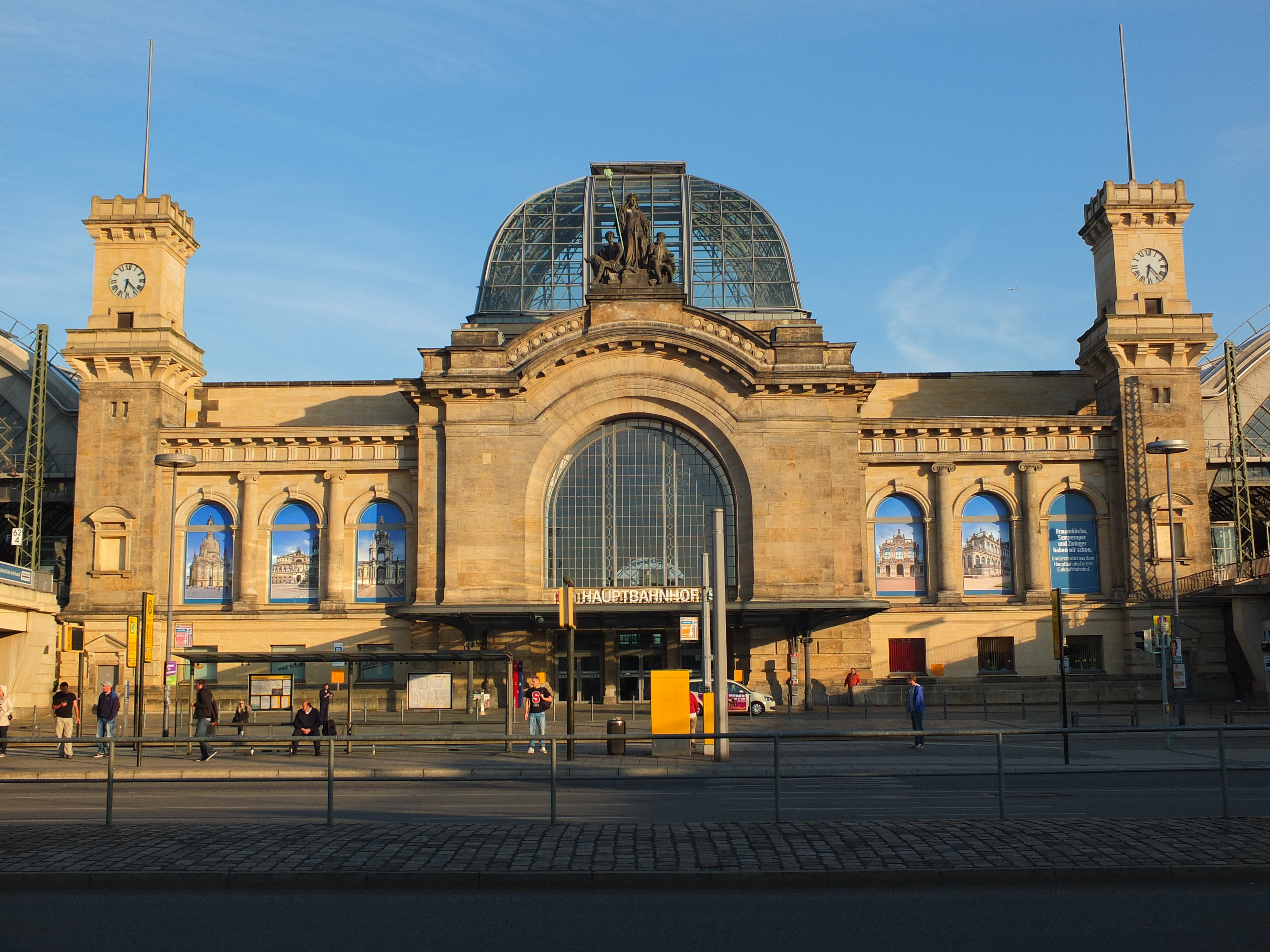
Dresden Hauptbahnhof

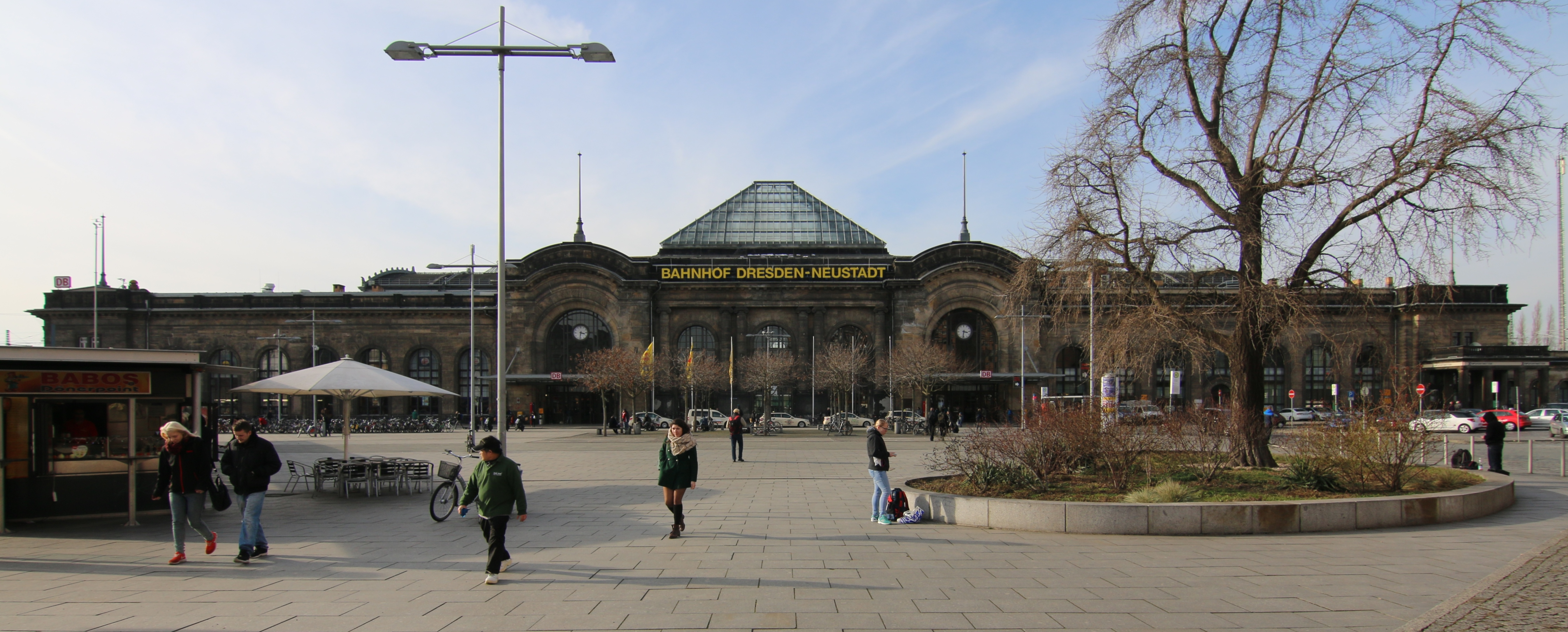
Dresden-Neustadt

- Linia kolejowa Görlitz – Dresden-Neustadt
- Linia kolejowa Berlin – Drezno

Stacje i przystanki kolejowe w mieście (m.in.):

- Dresden Hauptbahnhof,
- Dresden Mitte,
- Dresden-Neustadt,
- Dresden-Dobritz,
- Dresden-Freiberger Straße,
- Dresden-Niedersedlitz,
- Dresden-Pieschen,
- Dresden-Reick,
- Dresden-Trachau,
- Dresden-Cotta,
- Dresden Grenzstraße,
- Dresden-Industriegelände,
- Dresden-Klotzsche,
- Dresden-Strehlen

Sieć kolei miejskiej świadczącej przewozy pasażerskie pociągami podmiejskimi w Dreźnie i okolicy:
- S-Bahn w Dreźnie

### Komunikacja miejska

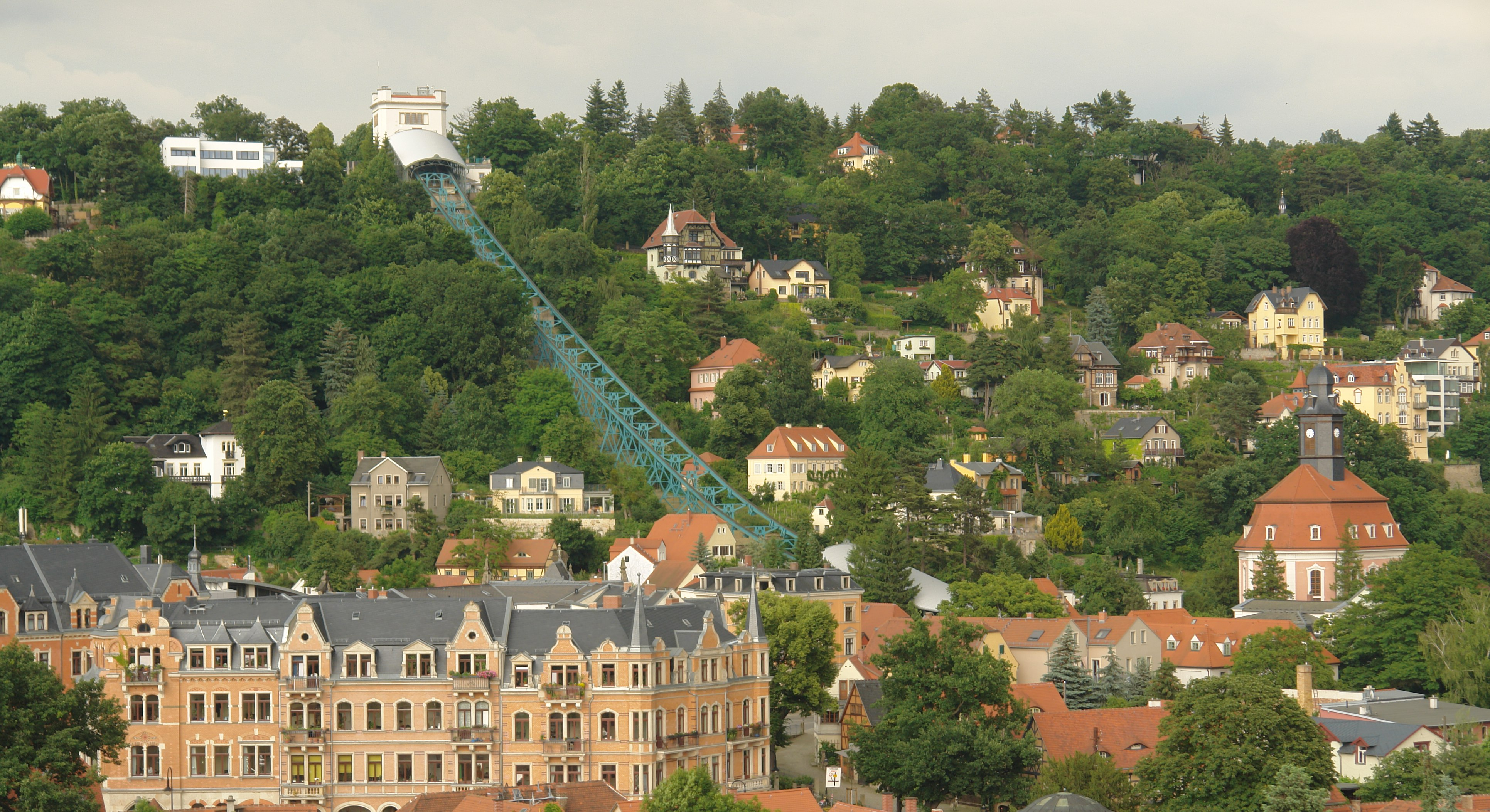
Schwebebahn Dresden

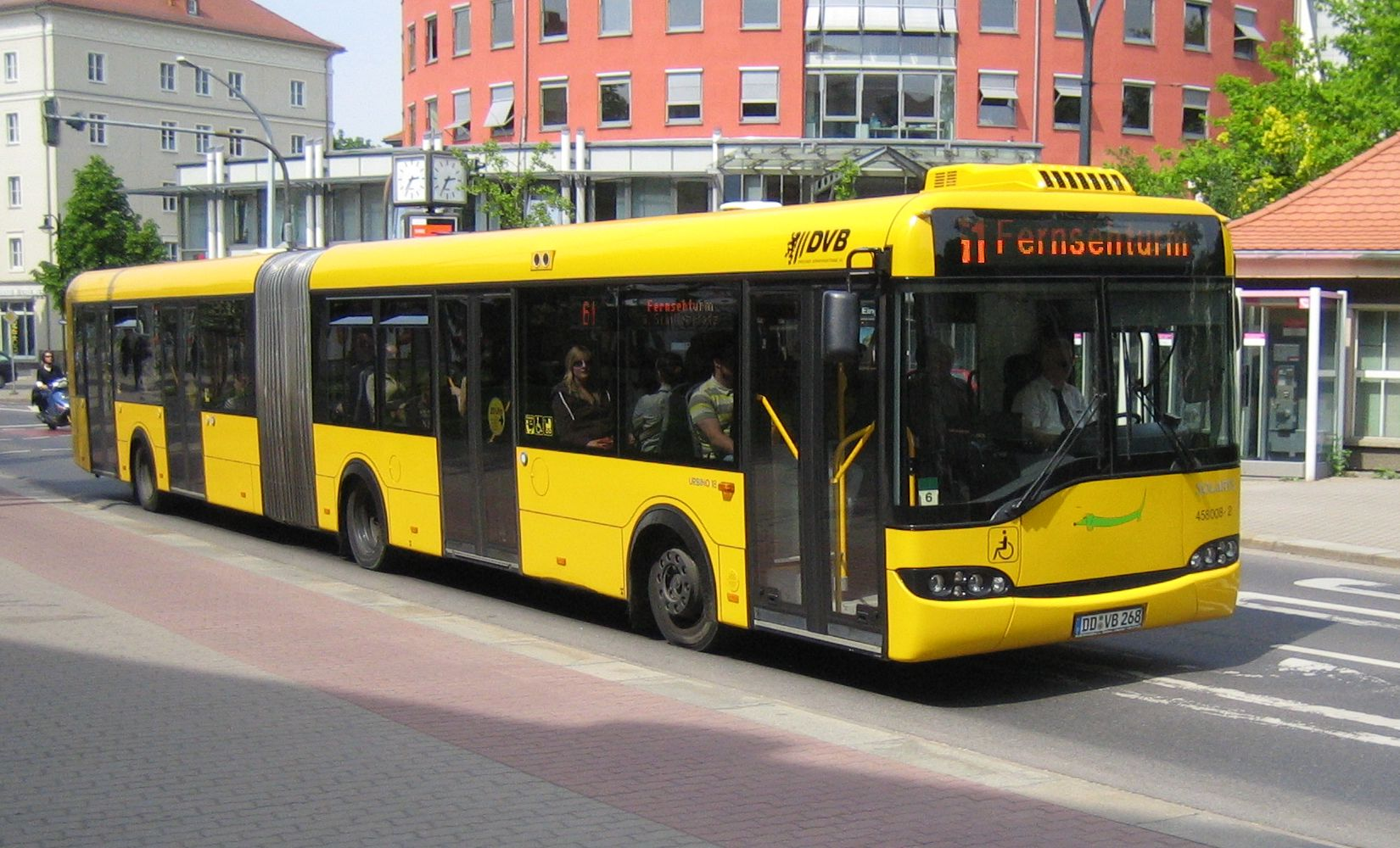
Autobus Solaris Urbino 18 drezdeńskiej komunikacji miejskiej (DVB)

Operatorem  transportu zbiorowego jest spółka Dresdner Verkehrsbetriebe AG (DVB), partner związku Verkehrsverbund Oberelbe (VVO).
Obecnie istnieje: 12 linii tramwajowych, 6 promowych, jedna kolejka podwieszana, jedna kolejka linowo-terenowa oraz 28 linii miejskich (dodatkowo ponad 300 linii podmiejskich).
W skład komunikacji miejskiej wchodzą:
- autobusy
- tramwaje
- promy rzeczne
- Standseilbahn Dresden – kolejka linowo-terenowa
- Schwebebahn Dresden – kolejka podwieszana

#### Autobusy
- MAN
- Solaris
- Mercedes-Benz

#### Tramwaje

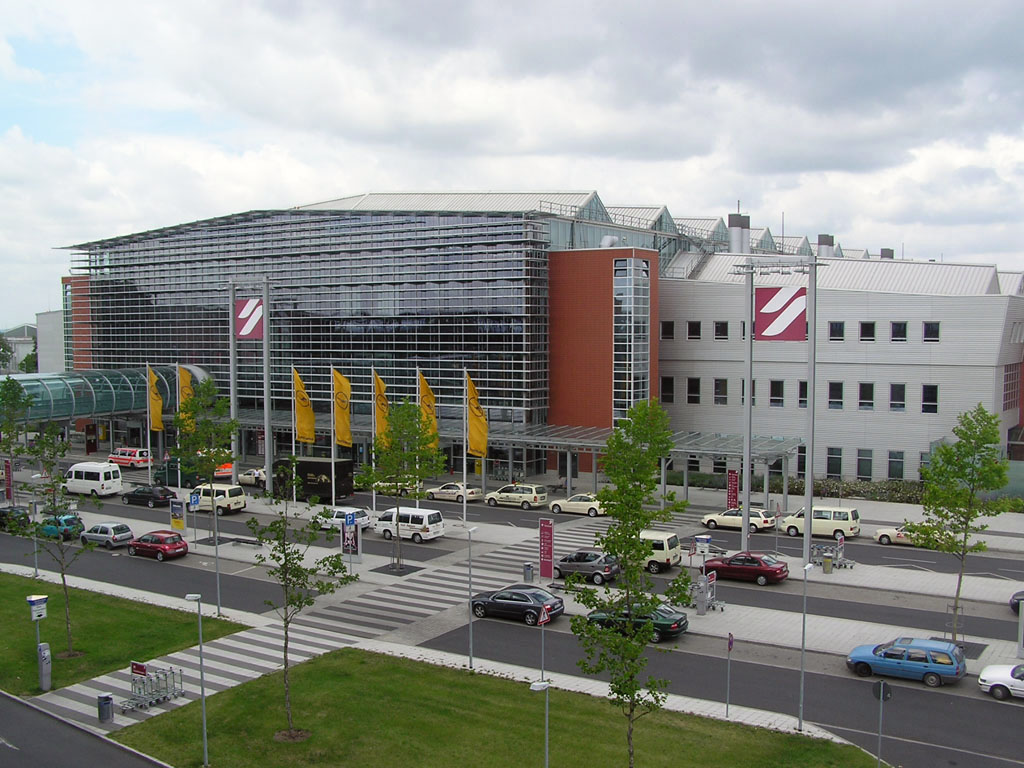
Port lotniczy Drezno

- Bombardier NGT6DD
- Bombardier NGTD12DD
- Tatra T4D
- Bombardier NGTD8DD
- Bombardier NGT8DD

### Transport lotniczy
W mieście znajduje się międzynarodowe lotnisko Dresden Flughafen (DRS), które obsługuje loty linii lotniczych Germanwings, Air Berlin, Aeroflot, Lufthansa oraz wiele czarterowych.

## Szkolnictwo

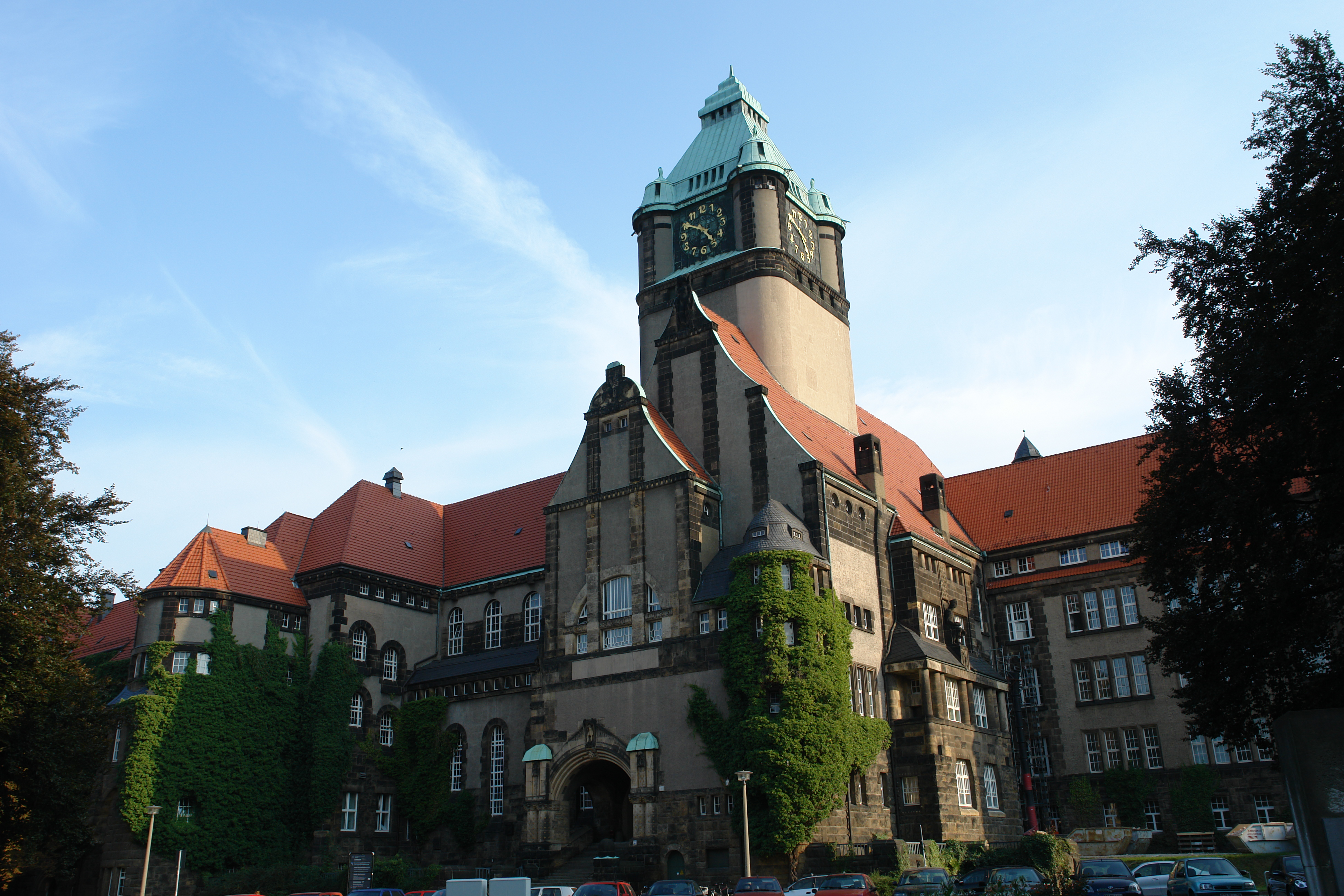
Wydział Ekonomii Uniwersytetu Technicznego

- Uniwersytet Techniczny (Technische Universität)
- Akademia Sztuk Pięknych
- Wyższa Szkoła Techniczno-Ekonomiczna
- Akademia Muzyczna im. C.M. Webera
- Wyższa Szkoła Muzyki Kościelnej

## Sport
- Dresdner SC – klub piłki siatkowej kobiet
- Dynamo Drezno – klub piłkarski
- Rajd Drezno – Wrocław

W Dreźnie działa również klub kajakowy, którego wychowankiem jest niemiecki kajakarz, mistrz olimpijski z Rio- Tom Liebscher.

## Osoby

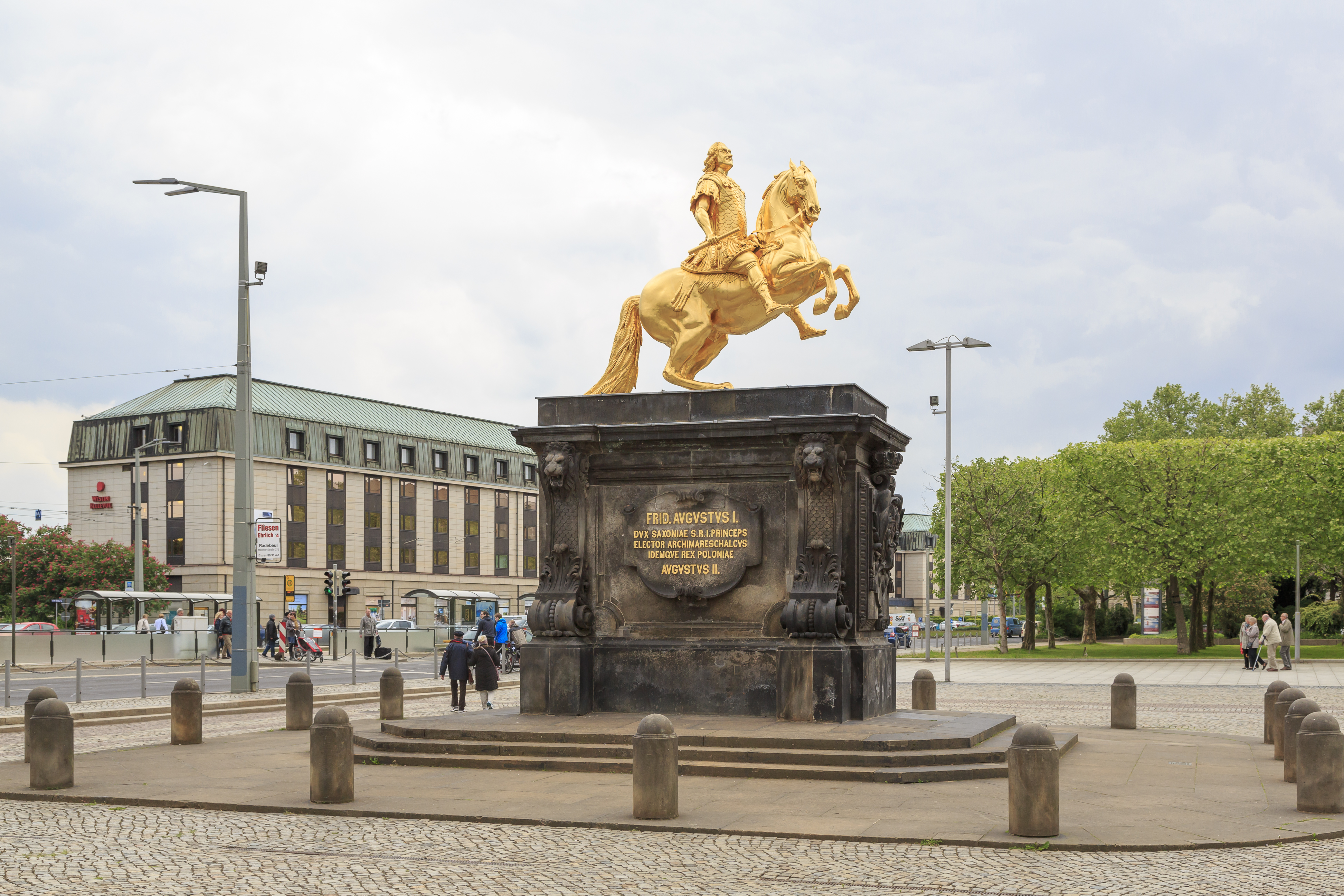
Pomnik konny króla Polski Augusta II Mocnego

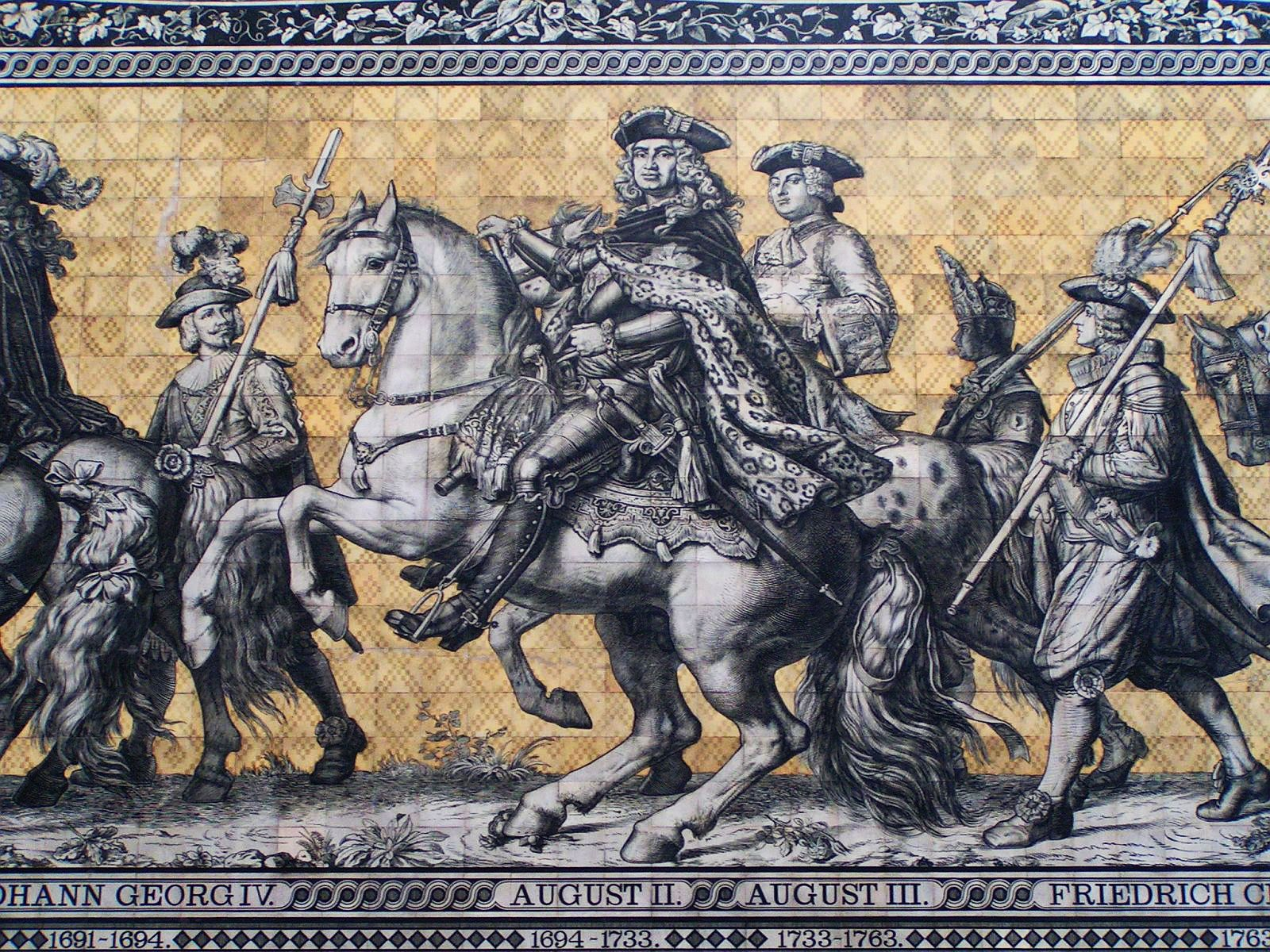
Wizerunki królów Augusta II i Augusta III na Orszaku książęcym

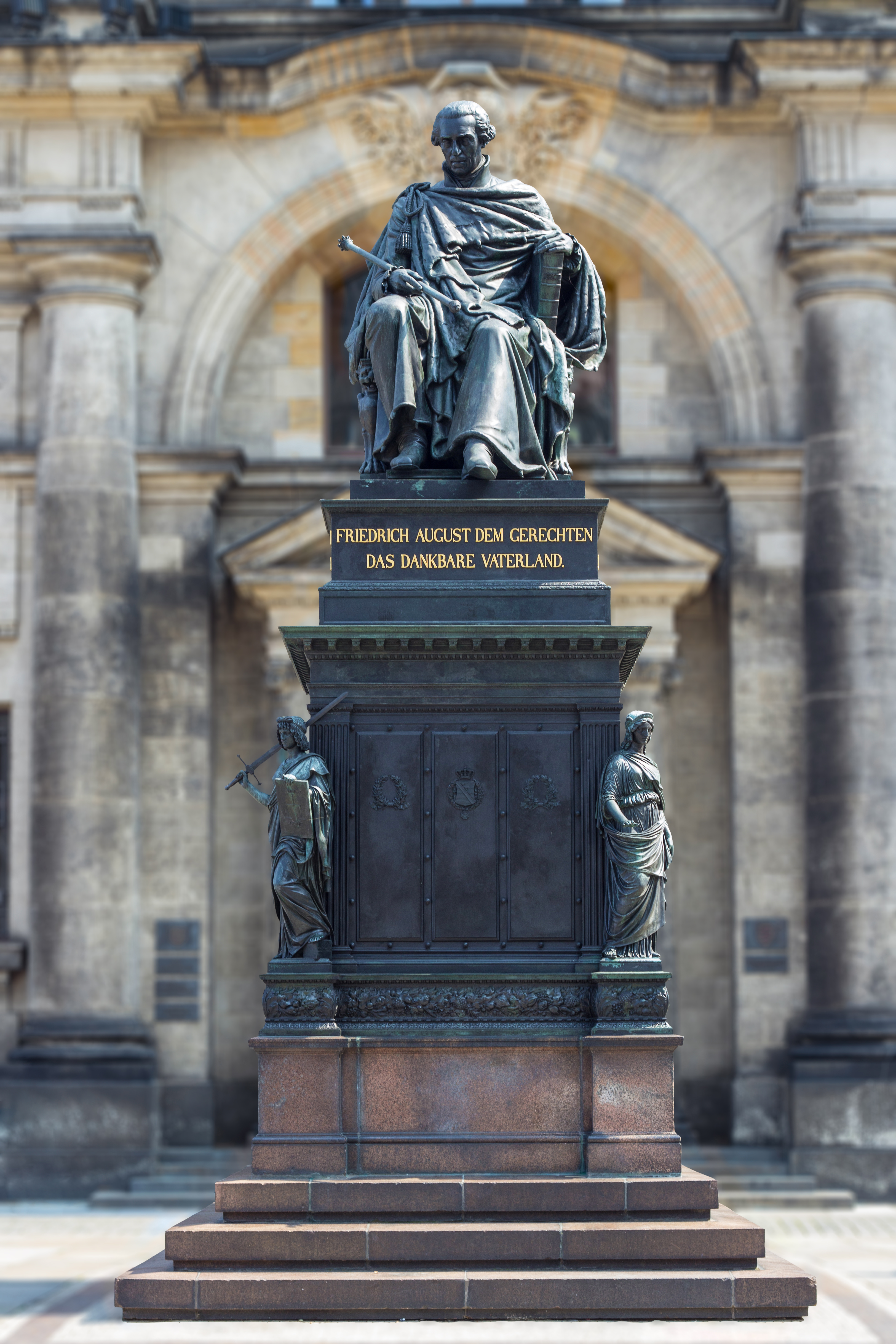
Pomnik Fryderyka Augusta I

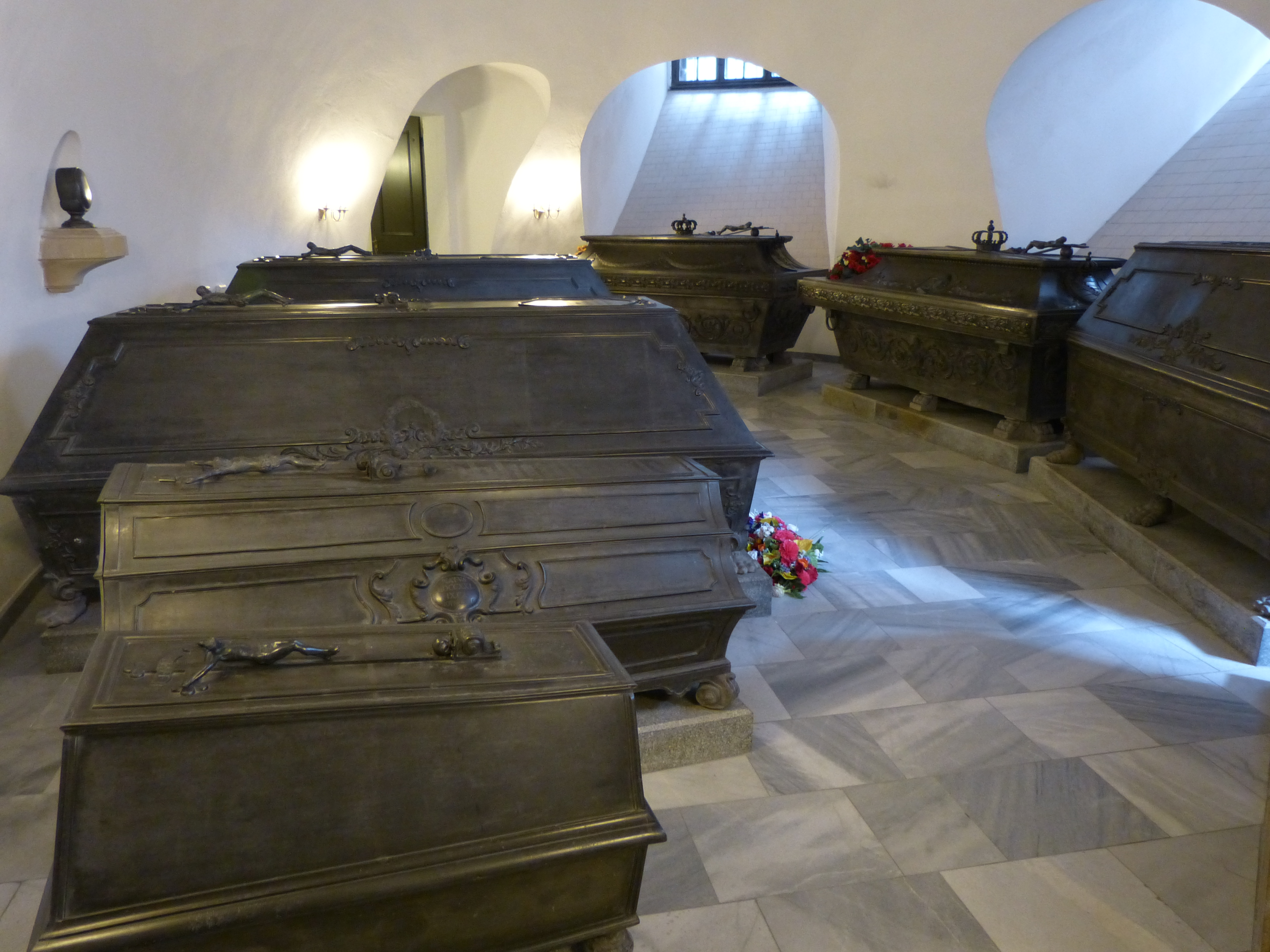
Krypta w Kościele Dworskim, miejsce spoczynku m.in. króla Polski Augusta III

### Urodzeni w Dreźnie
- 1650, Johann Friedrich Karcher, architekt
- 1670, August II Mocny, król Polski, elektor Saksonii
- 1687, Adam Fryderyk Flemming, szambelan króla Augusta II
- 1690, Carl Friedrich Trier, królewsko-polski i elektorsko-saski radca dworu, burmistrz Lipska
- 1694, Karl Heinrich von Hoym, królewsko-polski i elektorsko-saski dyplomata i minister
- 1696, August III Sas, król Polski, elektor Saksonii
- 1701, Piotr Paweł Sapieha, stolnik wielki litewski
- 1722, Fryderyk Krystian Wettyn, królewicz polski, elektor Saksonii
- 1724, Maria Amalia Wettyn, królewna polska, królowa Hiszpanii
- 1728, Maria Anna Wettyn, królewna polska, księżniczka saska
- 1729, August Kazimierz Sułkowski, generał dywizji wojsk koronnych, wojewoda gnieźnieński, kaliski i poznański, książę bielski
- 1730, Franciszek Ksawery Wettyn, królewicz polski
- 1731, August Fryderyk Moszyński, polski architekt
- 1731, Maria Józefa Wettyn, królewna polska, delfina Francji
- 1733, Karol Krystian Wettyn, królewicz polski, książę Kurlandii i Semigalii (lenna Polski)
- 1738, Fryderyk Józef Moszyński, polski urzędnik, sekretarz wielki litewski, marszałek wielki koronny
- 1739, Alojzy Fryderyk Brühl, cześnik koronny, generał artylerii koronnej, dyplomata i pisarz polski
- 1740, Karol de Perthées, polski kartograf
- 1741, Karol Schütz, polski architekt
- 1750, Fryderyk August I, książę warszawski, elektor i król Saksonii
- 1752, Jan Chrystian Szuch, polski architekt i ogrodnik
- 1752, Jan Henryk Józef Jerzy Flemming, miecznik wielki koronny
- 1753, Jan Chrystian Kamsetzer, polski architekt i dekorator wnętrz
- 1759, Christian Leberecht Vogel(inne języki), malarz
- 1767, Fryderyk Albert Lessel, polski architekt
- 1782, Maria Augusta Wettyn, infantka polska, księżniczka saska
- 1783, Alexander von Oppeln-Bronikowski, oficer i pisarz, major Wojska Polskiego Królestwa Kongresowego
- 1783, Jan Michał Dąbrowski, tytularny generał brygady armii Księstwa Warszawskiego
- 1801, Jan Wettyn, król Saksonii
- 1805, Jan Sikorski, polski malarz
- 1828, Jerzy Konstanty Czartoryski, książę, poseł do Rady Państwa i Sejmu Krajowego Galicji
- 1830, Hans von Bülow, dyrygent
- 1830, Jan Petersilge, polski drukarz i wydawca prasy
- 1832 (w Pillnitz), Jerzy I Wettyn, król Saksonii
- 1844, Ernst Windisch, niemiecki językoznawca
- 1847, Edward Aleksander Raczyński, polski kolekcjoner sztuki
- 1861, Woldemar Lippert, historyk
- 1862, Piotr Stołypin, premier Rosji
- 1864, Michał Rostworowski, polski profesor, prawnik i politolog
- 1865, Fryderyk August III Wettyn, król Saksonii
- 1876, Paula Modersohn-Becker, malarka
- 1887, Hans Oster, oficer
- 1889, Ludwig Renn, pisarz
- 1890, Max Immelmann, pilot
- 1899, Erich Kästner, pisarz
- 1900, Joachim Jeremias, niemiecki teolog
- 1900, Robert Siodmak, niemiecki reżyser polskiego pochodzenia
- 1902, Martin Noth, protestancki teolog
- 1902, Curt Siodmak, amerykański pisarz, reżyser i producent
- 1906, Herbert Wehner, niemiecki polityk
- 1907, Zdzisława Wojciechowska, polska wiolonczelistka
- 1914, Józef Raczyński, historyk sztuki i bibliotekarz
- 1915, Helmut Schön, trener piłkarski
- 1917, Marianne Schönfelder(inne języki), ofiara hitlerowskiej eutanazji
- 1967, Matthias Sammer, niemiecki piłkarz, trener
- 1973, Gerd Siegmund, niemiecki skoczek narciarski
- 1979, Natalija Żukowa, ukraińska szachistka
- 1974, Hardy Hard (właśc. Kay Lippert), niemiecki DJ i producent muzyki techno/breakbeat
- 1993 Tom Liebscher, niemiecki kajakarz, mistrz olimpijski z 2016 roku w konkurencji K4 1000m. mężczyzn.

### Związani z miastem

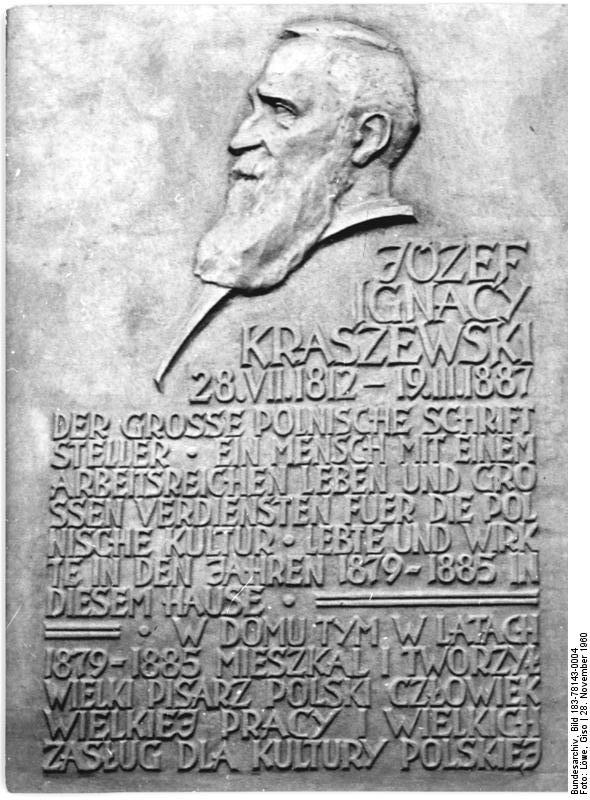
Tablica upamiętniająca Józefa Ignacego Kraszewskiego na ścianie jego domu

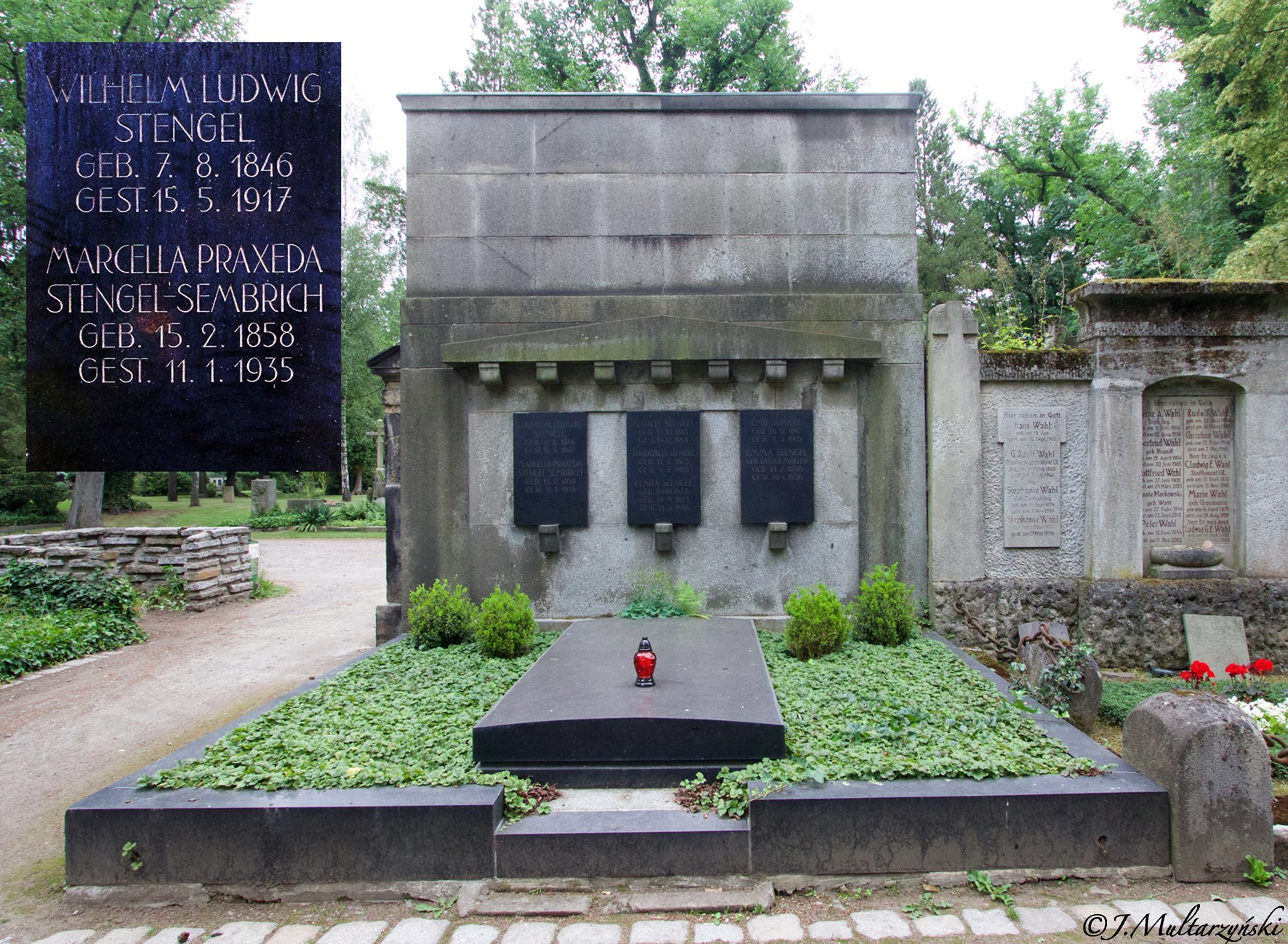
Grób rodzinny Stenglów w którym spoczywa Marcella-Sembrich-Kochańska obok męża Wilhelma i syna Marcela na Johannisfriedhof w Dreźnie (fot. J. Multarzynski)

- Wilhelm Friedemann Bach, kompozytor, organista
- Bernardo Bellotto zwany Canaletto, malarz Drezna i Warszawy, nadworny malarz króla Stanisława Augusta Poniatowskiego
- Jan Nepomucen Bobrowicz, polski kompozytor, powstaniec listopadowy, księgarz drezdeński
- Giacomo Casanova, włoski pisarz i awanturnik
- Wawrzyniec Benzelstjerna Engeström, polski artystokrata, poeta, działacz społeczny, wydawca Notatek Drezdeńskich
- Friedrich Gerstäcker, pisarz
- Karl Adolph Gjellerup, pisarz
- Józef Maria Grassi, malarz, profesor Akademii Sztuk Pięknych
- Maximilian Karl Friedrich Wilhelm Grävell, prawnik
- Hans Hartung, niemiecko-francuski malarz i grafik współczesny
- Johann Adolf Hasse, kompozytor, królewsko-polski i elektorsko-saski kapelmistrz
- Karol Boromeusz Hoffman, polski pisarz polityczny, historyk
- Heinrich von Kleist, poeta i pisarz
- Victor Klemperer, pisarz i literaturoznawca
- Józef Ignacy Kraszewski, polski pisarz
- Aleksander Jakub Lubomirski, polski wojskowy
- Karl May, pisarz
- Friedrich Paulus, niemiecki feldmarszałek (zmarł w Dreźnie)
- Matthäus Daniel Pöppelmann, barokowy architekt
- Gottfried Semper, architekt
- Marcella Sembrich-Kochańska, polska śpiewaczka operowa
- Wilhelmine Schröder-Devrient, śpiewaczka operowa
- Heinrich Schütz, kompozytor, organista
- Piotr Ulatowski, powstaniec listopadowy i styczniowy
- Kurt Vonnegut, pisarz
- Johann Vierdanck, kompozytor, organista
- Richard Wagner, kompozytor
- Carl Maria von Weber, kompozytor
- Friedrich Wieck, muzyk
- Jan Dismas Zelenka, kompozytor

## Polacy w Dreźnie

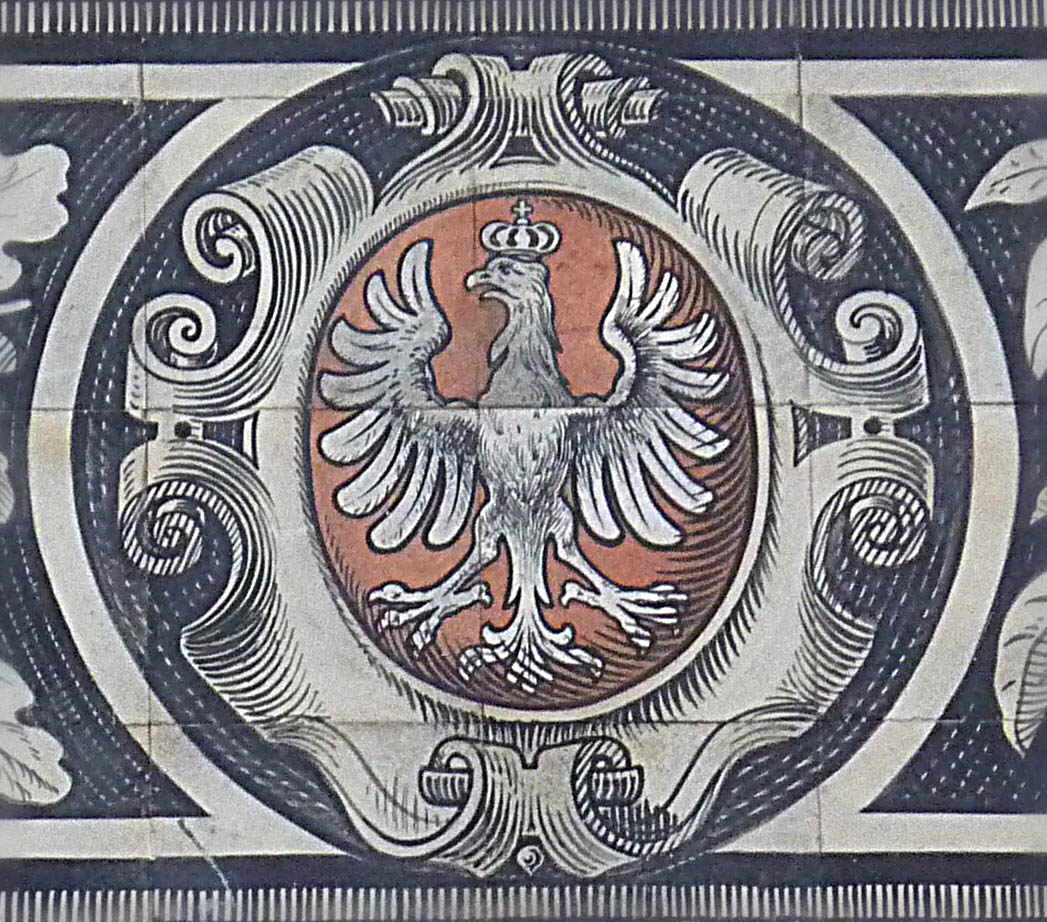
Herb Polski na Orszaku książęcym

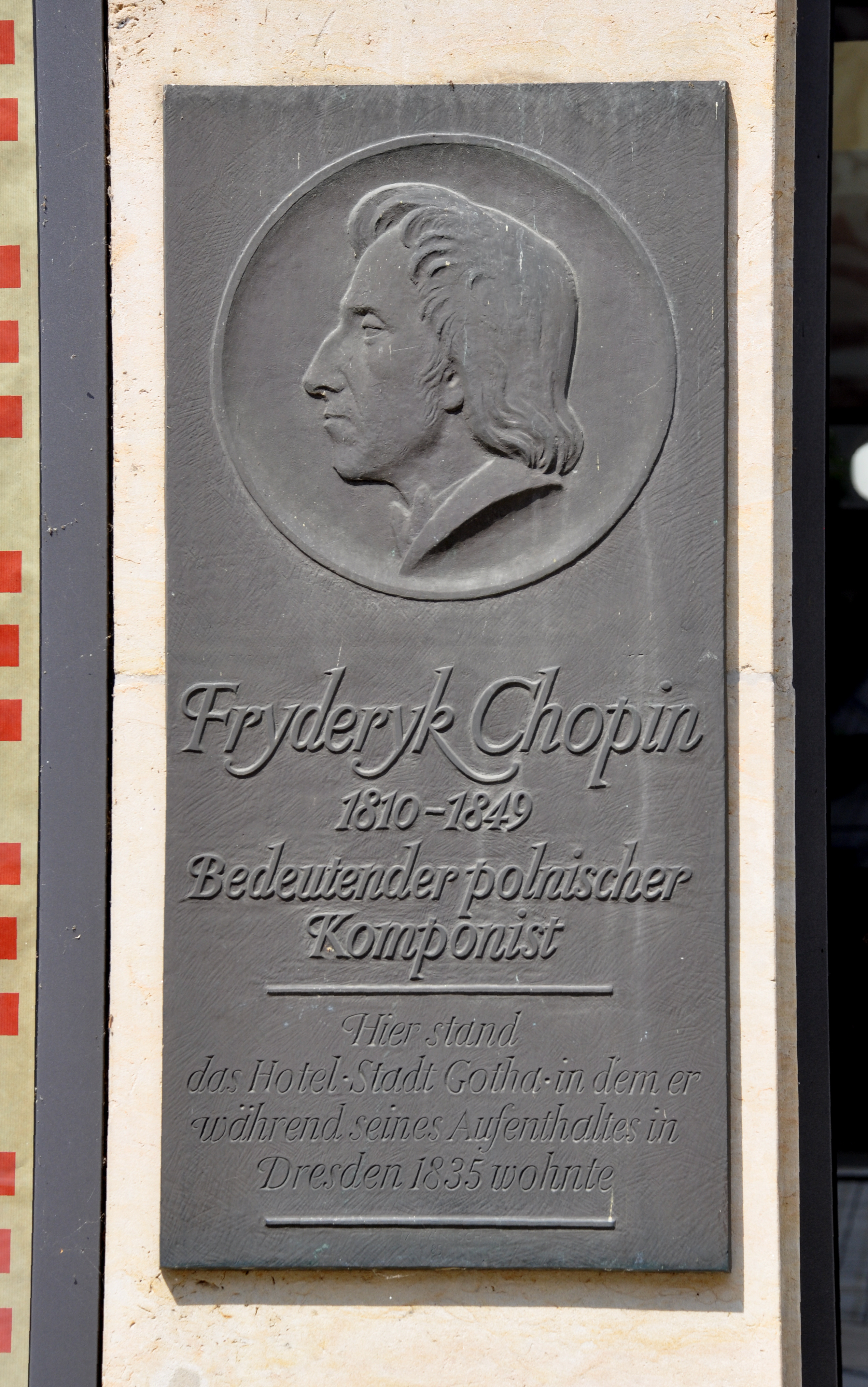
Tablica upamiętniająca pobyt Fryderyka Chopina

W drugiej połowie XVIII wieku Drezno stało się ośrodkiem konfederatów barskich, a następnie terenem przygotowań do insurekcji kościuszkowskiej, prowadzonych przez polską emigrację trzeciomajową z Hugonem Kołłątajem na czele. Po zajęciu przez wojska rosyjskie Jasnej Góry również Kazimierz Pułaski ze Śląska podążył do Drezna, gdzie przez kilka tygodni przebywał na dworze królewicza Karola, syna Augusta III Sasa.
Już wówczas zamieszkiwali na stałe w Saksonii przedstawiciele niektórych rodów magnackich, np. generał Aleksander Jakub Lubomirski, Józef Aleksander Jabłonowski, księżna Genowefa z Ogińskich Brzostowska oraz liczna grupa oficerów w służbie saskiej. Od 1771 w stopniu podchorążego w wojsku saskim odbywał służbę Jan Henryk Dąbrowski, uczestnik insurekcji kościuszkowskiej, twórca Legionów Polskich we Włoszech.
Po wstrzymaniu działań przeciwko armii rosyjskiej w 1792 większość działaczy politycznych opuściła kraj, wyjeżdżając głównie do Saksonii, tam bowiem w Lipsku i Dreźnie powstawał ośrodek emigracyjny przeciwników konfederacji targowickiej.
Po stłumieniu przez Rosjan powstania listopadowego miasto stało się miejscem schronienia polskich emigrantów.
W 1831 gościł w Dreźnie, do 25 lipca, Juliusz Słowacki, w mieście, które poeta znał dobrze, „a które wspominał tym milej, że w nim w 1831 spotykał się ze swą przyszłą dręczycielką”. W Dreźnie powstaje też 2. pieśń poematu „Żmija”
W 1832 udał się też do Drezna Adam Mickiewicz, który przyłączył się w Wielkopolsce do szeregów polskiej emigracji. Towarzyszyli mu Stefan Garczyński i Ignacy Domejko. W Dreźnie powstał oprócz drobniejszych jego utworów również rękopis III części „Dziadów”. Przez dwie zimy, 1835 i 1836, w Dreźnie odbywały się długie rozmowy Towiańskiego z Odyńcem o Mickiewiczu. W 1835 w Dreźnie gościł Fryderyk Chopin. Tu poznał Marię Wodzińską, z którą się zaręczył w kolejnym roku. Wizytę kompozytora upamiętnia tablica przy ul. Schloßstraße.

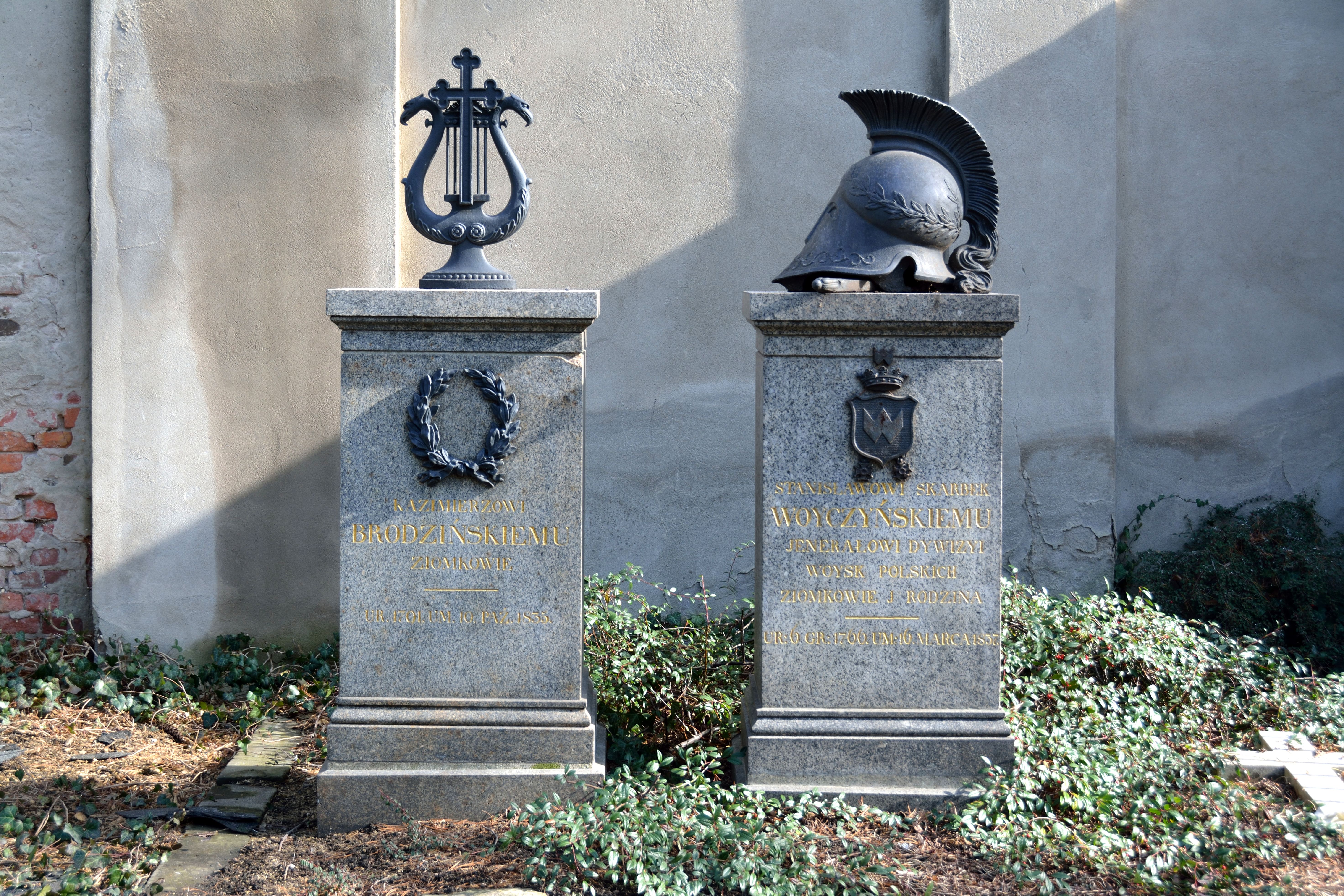
Nagrobki Kazimierza Brodzińskiego i Stanisława Wojczyńskiego na Starym Cmentarzu Katolickim w Dreźnie

W Dreźnie przez ponad 20 lat mieszkał i tworzył Józef Ignacy Kraszewski (od 3 lutego 1863 – do maja 1884), wydalony przez margrabiego Wielopolskiego z Królestwa. W Dreźnie powstały jego największe powieści Rzym za Nerona (1866), poprzedniczka Quo vadis, Stara baśń (1873) i trylogia saska (1874–1877) będąca krytyką rządów królów polskich i elektorów saskich w ich dziedzicznej Saksonii. W 1960 roku Rada Narodowa Drezna utworzyła w dworku, w którym mieszkał pisarz, Muzeum Kraszewskiego (niem. Kraszewski-Museum, Stadtmuseum Dresden, dawniej Kraszewski-Haus) przy Nordstrasse 28, gromadząc wiele pamiątek. W 2003 muzeum to zostało gruntownie odnowione i jest jedyną polską placówką muzealną na terenie Niemiec.
Innymi polskimi pisarzami zamieszkałymi w Dreźnie byli Klementyna Hoffmanowa, Antoni Edward Odyniec, Leon Potocki, Teofil Lenartowicz, Roman Zmorski, Józef Narzymski oraz Wawrzyniec Benzelstjerna Engeström, który zorganizował tu Koło Polaków i wydawał Notatki Drezdeńskie.
Niedaleko Drezna w Tharandt istniała od 1811 Akademia Leśna, którą w okresie 1860–1918 ukończyło 385 Polaków. Na Politechnice w Dreźnie specjalizowali się profesorowie Politechniki Warszawskiej Bohdan Stefanowski (termodynamika), Stanisław Łukaszewicz (urządzenia transportowe), Rudolf Swierzyński (projektowanie wsi), Ignacy Szyszyłowicz (botanik), Zygmunt Librowicz (chemia) i elektotechnik Henryk Krauze. W 1914 drezdeńską Politechnikę ukończył Władysław Heller.
W 1918 roku Akademię Sztuk Pięknych w Dreźnie ukończył Wacław Szczeblewski. Jego obrazy wystawiane były m.in. w Drezdeńskiej Galerii Sztuki oraz w warszawskiej „Zachęcie”. W drezdeńskiej akademii specjalizował się również historyk sztuki Julian Pagaczewski.
Pamiątką po uchodźcach z okresu wielkiej emigracji jest m.in. polska kwatera na Starym Cmentarzu Katolickim w Dreźnie.
W 1942 w Dreźnie Niemcy zgładzili tzw. Poznańską Piątkę, beatyfikowaną przez papieża Jana Pawła II w 1999 roku.

## Współpraca

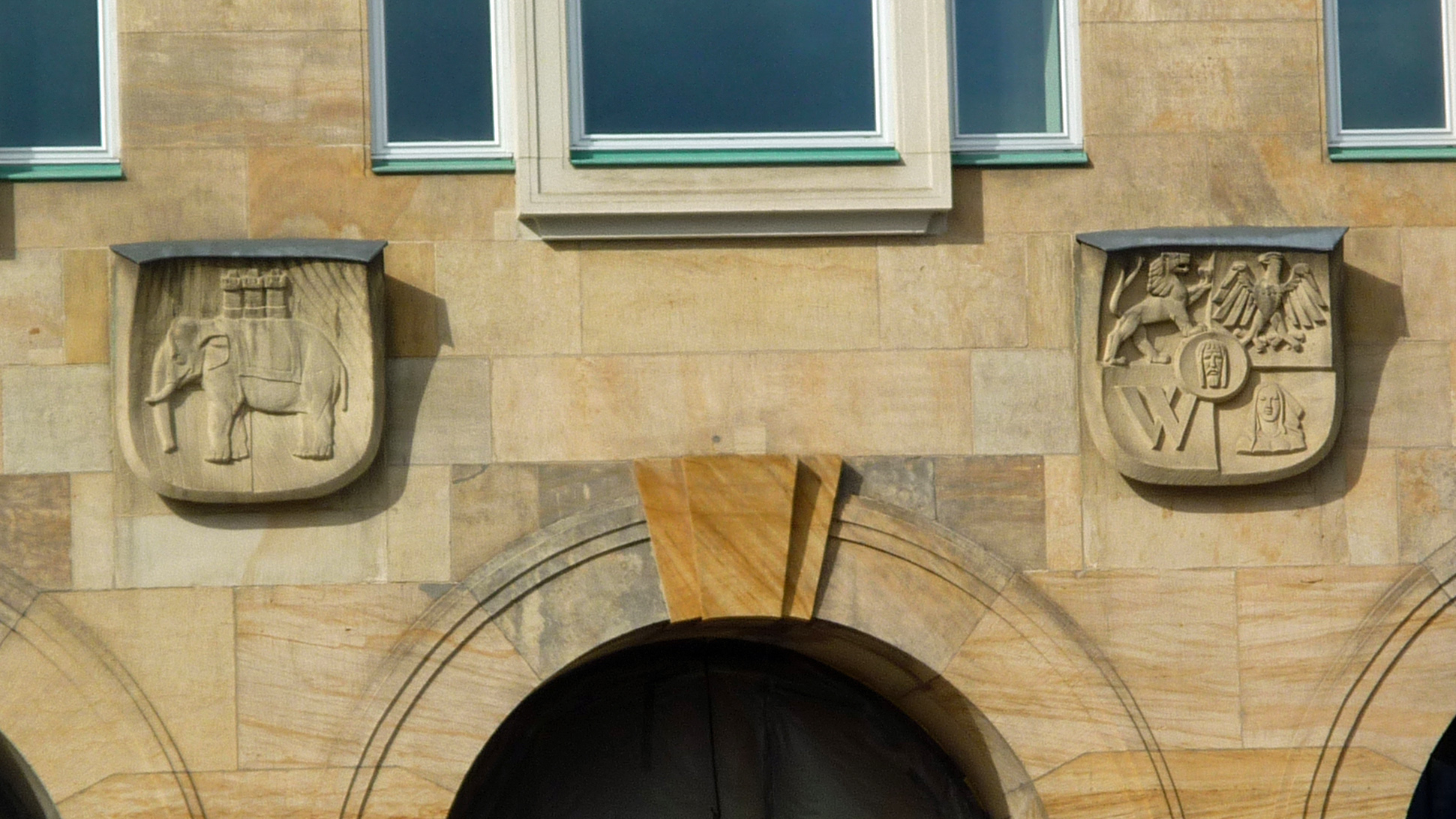
Płaskorzeźby z herbami miast partnerskich Drezna – Coventry i Wrocławia – na fasadzie Nowego Ratusza

- Brazzaville, Kongo (od 1975)
- Brühl, Badenia-Wirtembergia (kontakty utrzymuje dzielnica Wixdorf)
- Columbus, Stany Zjednoczone (od 1992)
- Coventry, Wielka Brytania (od 1959)
- Florencja, Włochy (od 1978)
- Gostyń, Polska (od 1976)
- Hamburg (od 1987)
- Hangzhou, Chińska Republika Ludowa (od 2009)
- Ostrawa, Czechy (od 1971)
- Petersburg, Rosja (od 1961)
- Rotterdam, Holandia (od 1988)
- Salzburg, Austria (od 1991)
- Skopje, Macedonia Północna (od 1967)
- Strasburg, Francja (od 1990)
- Weinsberg, Badenia-Wirtembergia (kontakty utrzymuje dzielnica Cossebaude(inne języki))
- Wrocław, Polska (od 1959)